# 葉足動物
葉足動物（ようそくどうぶつ、lobopodians、学名：Lobopodia）は、アイシェアイア、ハルキゲニアなどという30種以上の「脚付き蠕虫」様の古生物を含んだグループである。カンブリア紀の種類を中心として、オルドビス紀、シルル紀、および石炭紀に生息したものもわずかに知られている。節足動物・緩歩動物（クマムシ）・有爪動物（カギムシ）と同じく汎節足動物であり、それぞれの起源に深い関わりを持つとされる。
葉足動物の系統位置は雑多で、種類によっては有爪動物・緩歩動物・節足動物のそれぞれの絶滅した初期系統（ステムグループ）に分類されるか、もしくはそこから独立した別系統とされる（後述）。そのため、葉足動物は汎節足動物の最も近い共通祖先から前述の動物門の初期系統の一部まで幅広く含んだ側系統群であり、正式な分類群よりも便宜的なカテゴリーとして一般に用いられる。
一部の文献では "葉足動物" という呼称が前述より広義に使われ、有爪動物などの現生汎節足動物も含んでいたが、この用法は一般的ではない（後述）。 

## 名称
葉足動物の学名「Lobopodia」とその付属肢（葉足）の英語名「lobopod」（単数形：lobopodium）は、ギリシャ語の「λοβός」（lobos、葉状、丸みを帯びた突起物）と「ποδός」（pous、脚）の合成語であり、付属肢の丸みを帯びた形に因んで名付けられた。異名として「Lobopoda」があるが、これは既に別生物（ゴミムシダマシ科の甲虫の一属 Lobopoda Solier, 1835）で使われていた異物同名（ホモニム）である。
Snodgrass (1938) は一般に学名「Lobopodia/Lobopoda」の原記載とされるが、この文献内では本群の付属肢を示す用語「lobopod」のみ使われ、学名自体は提唱されていない。「Lobopodia」という学名自体の最古の使用例は Boudreaux (1979) まで遡れるが、当該文献も Snodgrass (1938) が「Lobopodia」の原記載であるとした。
総称は日本語・中国語とも「葉足動物」（簡体字：叶足动物）、日本語はその他に「歩脚動物」、「葉状肢動物」などがある。英語は「lobopodian」の他に、2010年代以前では一般に「lobopod」とも呼ばれてきた。しかし2010年代以降では、「lobopod」は本群の付属肢、すなわち「葉足」を専門に指す用語として用いられる方が一般的である。

## 定義

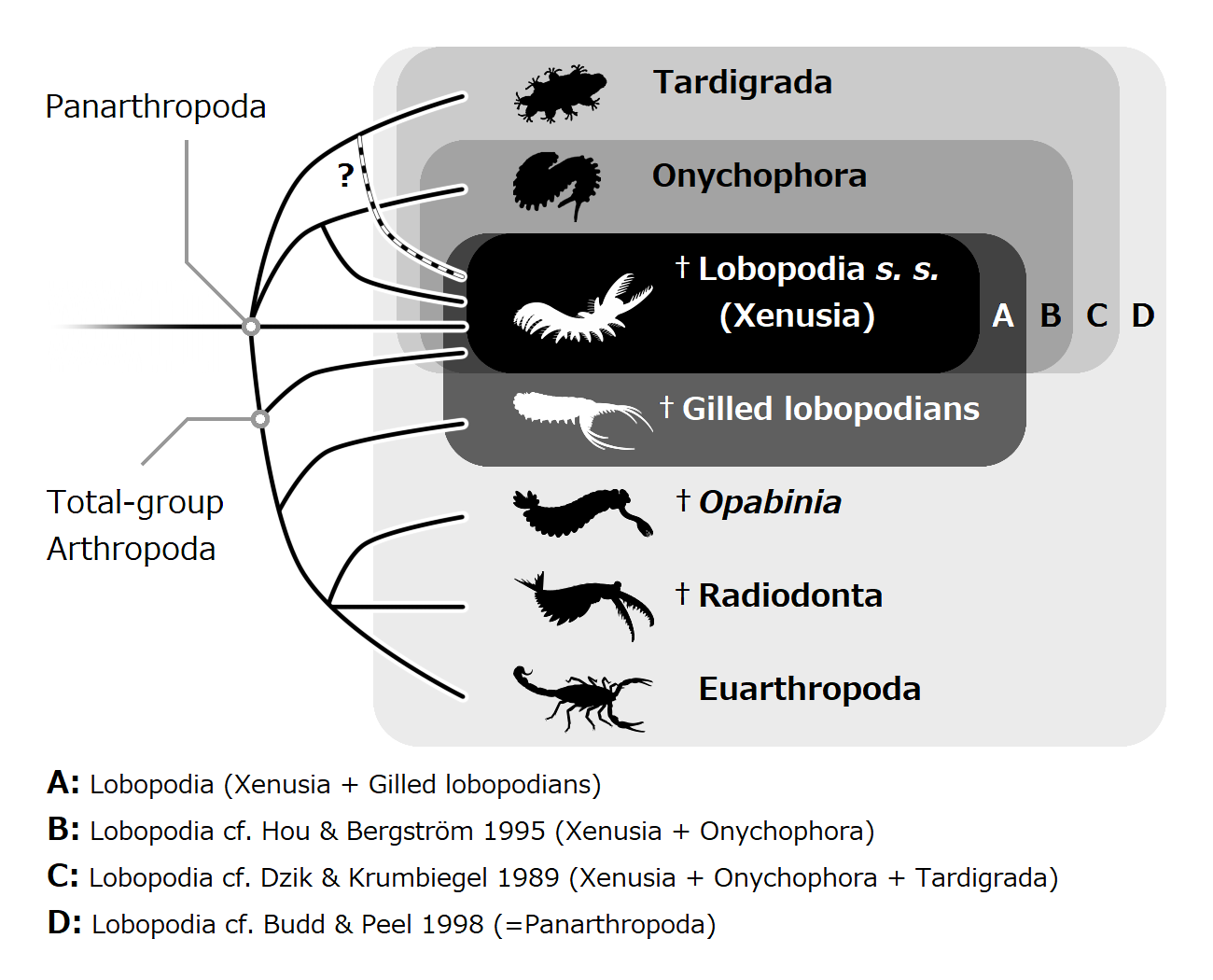
様々な定義における "葉足動物"
：汎節足動物
：緩歩動物
：有爪動物
Lobopodia s. s.：最も狭義の葉足動物（Xenusia類）
A：葉足動物（Xenusia類 + Gilled lobopodians）
B, C, D：広義の "葉足動物"
：節足動物
：オパビニア
：ラディオドンタ類
：真節足動物
†：絶滅群
？：不確実な系統関係

「葉足動物」の定義は文献によって異なる場合がある。最も一般的な「葉足動物」の定義は最も狭義で、アイシェアイア、ハルキゲニア、ゼヌシオンなどという、「脚付き蠕虫」様の化石汎節足動物のみを含んでいる。1990年代から2010年代初期にかけて、これらの葉足動物は「Xenusia」（xenusians, xenusiids）としてまとめられた。それ以外では、パンブデルリオンとケリグマケラなどという、前述の種類に似た葉足と表皮構造を持つが、体の両筋に鰭も兼ね備える、「gilled lobopodians」（gilled lobopods）と総称される化石汎節足動物も一般に葉足動物に含まれる。
上述のいずれの定義にせよ、葉足動物は絶滅種のみを含め、現生汎節足動物の動物門である節足動物・緩歩動物（クマムシ）・有爪動物（カギムシ）のそれぞれの起源に至る側系統群として広く認められる（後述参照）。
本項目では、これらの「脚付き蠕虫」様（Xenusia類）と「gilled lobopodians」の化石汎節足動物のみを含んだ葉足動物について記述する。

### 広義の "葉足動物"

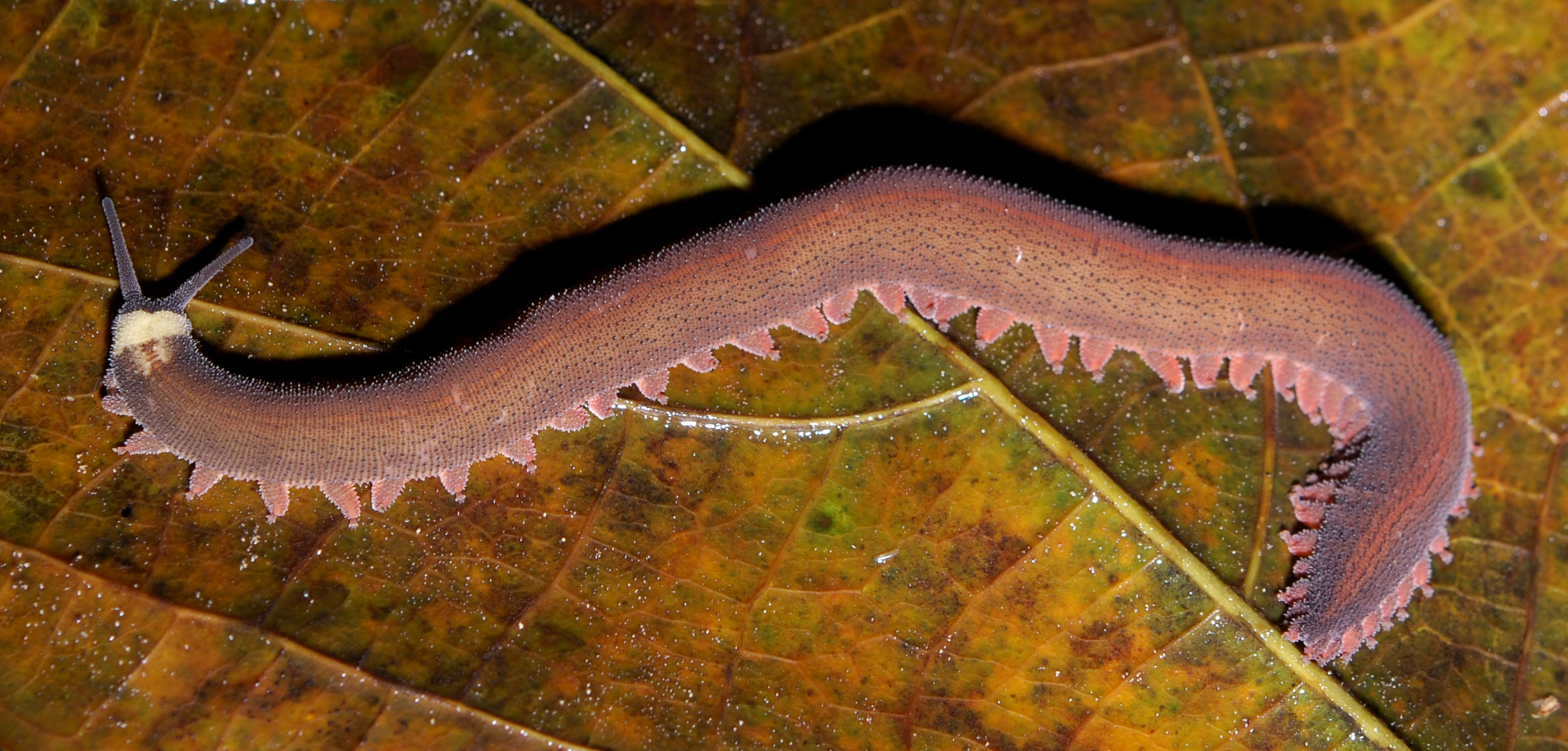
現生の有爪動物は広い意味で葉足動物扱いされる場合がある

上述の一般的な定義より幅広く、Xenusia類と gilled lobopodians 以外の汎節足動物が葉足動物に含まれた場合もある。特に有爪動物と緩歩動物は、葉足動物に似た特徴（葉足・柔軟な表皮など）を持つため、便宜的に「現生の葉足動物」扱いともされる。
それ以外では、オパビニアと舌形動物（シタムシ）を葉足動物に含めるとする見解もあるが、いずれも否定的である。オパビニアの一部の特徴（鰭・前部付属肢など）は前述の gilled lobopodians に似て、広い意味で gilled lobopodian 扱いされる場合もあるが、葉足の有無すら不確実で、それ以外では gilled lobopodians ほど顕著な葉足動物的性質もなかった（詳細はオパビニア#近縁、およびオパビニア#鰭・鰓の構造と脚の有無を参照）。舌形動物はその柔らかい蠕虫様の姿で、一部の文献に葉足動物から派生したと解釈されたが、分子系統学などの解析結果に否定され、極端に特化した甲殻類の節足動物であると判明した。
正式な分類群として提唱されたが、基準となった系統仮説が後に否定され（もしくは既存の分類群と被り）、21世紀以降ではほぼ採用されなくなった「広義の葉足動物」を次に列挙する。いずれにせよ、「広義の葉足動物」は21世紀以降に広く認められる葉足動物の系統仮説（汎節足動物の最も近い共通祖先から、それぞれの動物門の初期系統の一部まで含んだ側系統群）を適切に反映できず、類縁関係を議論する際に混乱を招きやすく、非推奨で一般的でない。
- Xenusia類 + 有爪動物

Hou & Bergström (1995) による。「Xenusia類は有爪動物のみに類縁」という、2000年代以降では否定的な系統仮説を踏襲した分類体系。緩歩動物や gilled lobopodians との関係性は検討されていない。
- Xenusia類 + 有爪動物 + 緩歩動物

Dzik & Krumbiegel (1989) と Waggoner (1996)による。Cavalier-Smith (1998) では正式な分類群として「葉足動物門」（phylum Lobopodia/Lobopoda）とされた。「Xenusia類は有爪動物と緩歩動物のみに類縁」という、2000年代以降では否定的な系統仮説を踏襲した分類体系。
- Xenusia類 + 有爪動物 + 緩歩動物 + 節足動物

Budd & Peel (1998) による「最も広義の葉足動物」。正式な分類群として扱われ、「葉足動物上門」（superphylum Lobopodia）とされたが、既存の分類群である汎節足動物の全ての構成種を含むため、「汎節足動物」と同義である。

## 形態

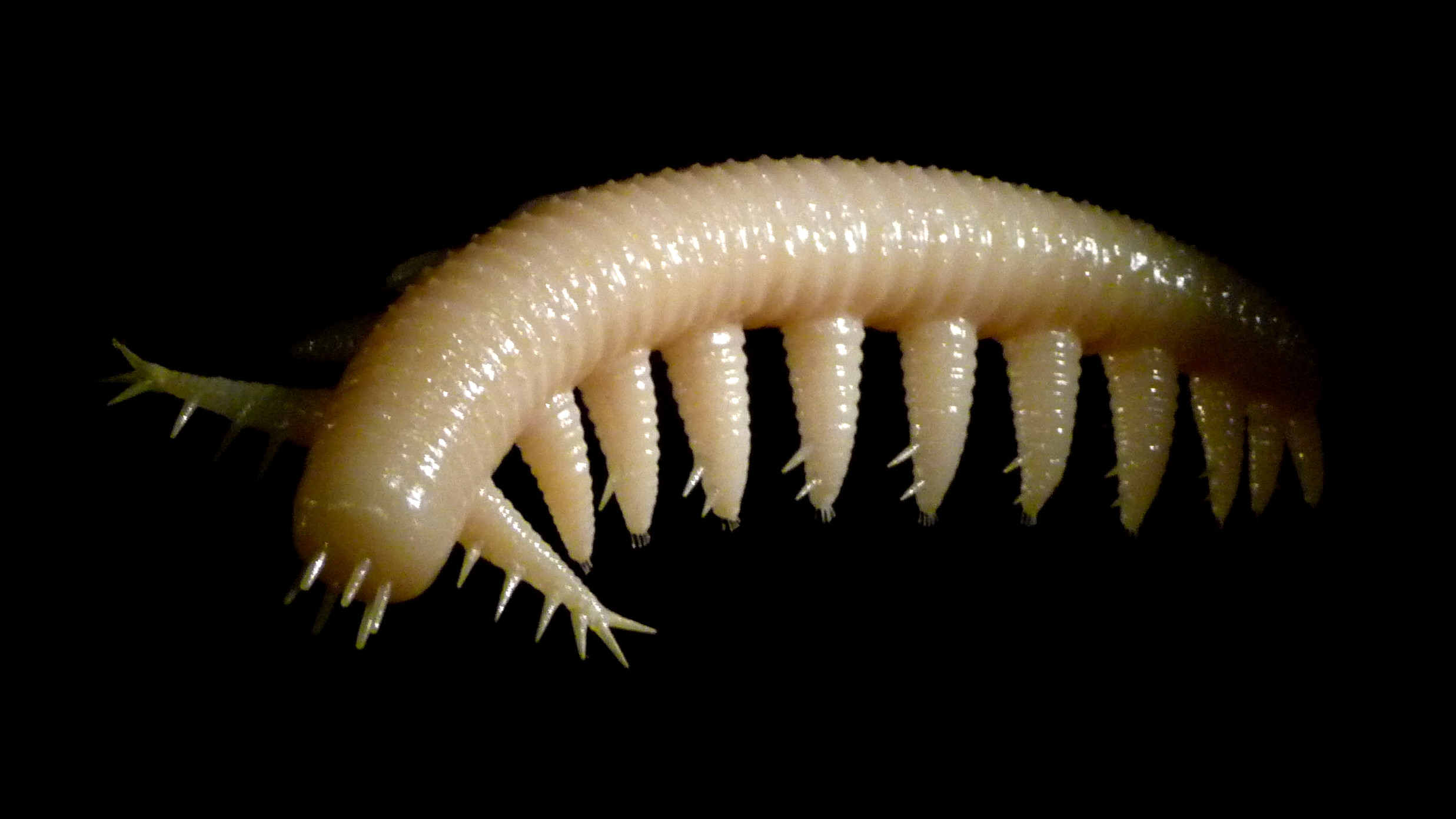
アイシェアイア
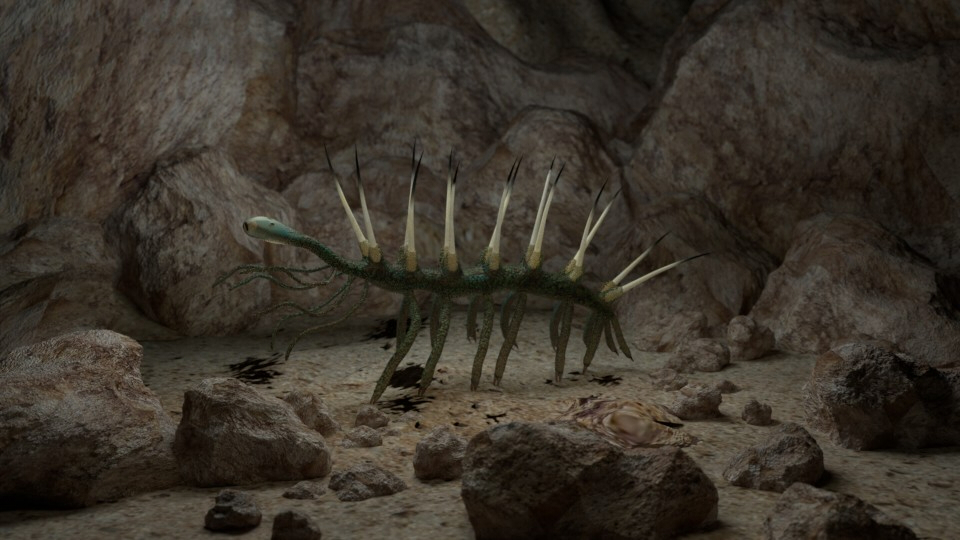
ハルキゲニア

葉足動物は、蠕虫様の体にたくさんの脚を生えたような姿をした化石動物群である。体節制をもち、体は大まかに頭部と複数の体節を含んだ胴部に区別され、名に現れるように、胴部には「葉足」という付属肢が対になって並んでいる。表皮（クチクラ）は原則として柔軟で、往々にして環形の筋（annulation, annulus, 複数形：annuli）に細分される。棘や甲皮などの硬組織を局所的にもつ場合はあるが、節足動物に類するほど硬質の外骨格と関節構造（関節肢、背板と腹板）はなく、これは節足動物の初期系統に含まれる種類も同様である。
ほとんどの葉足動物は体長が数cmしか及ばない小型種であるが、推定値が10 cm以上に及ぶ大型種もいくつか知られている。

### 頭部

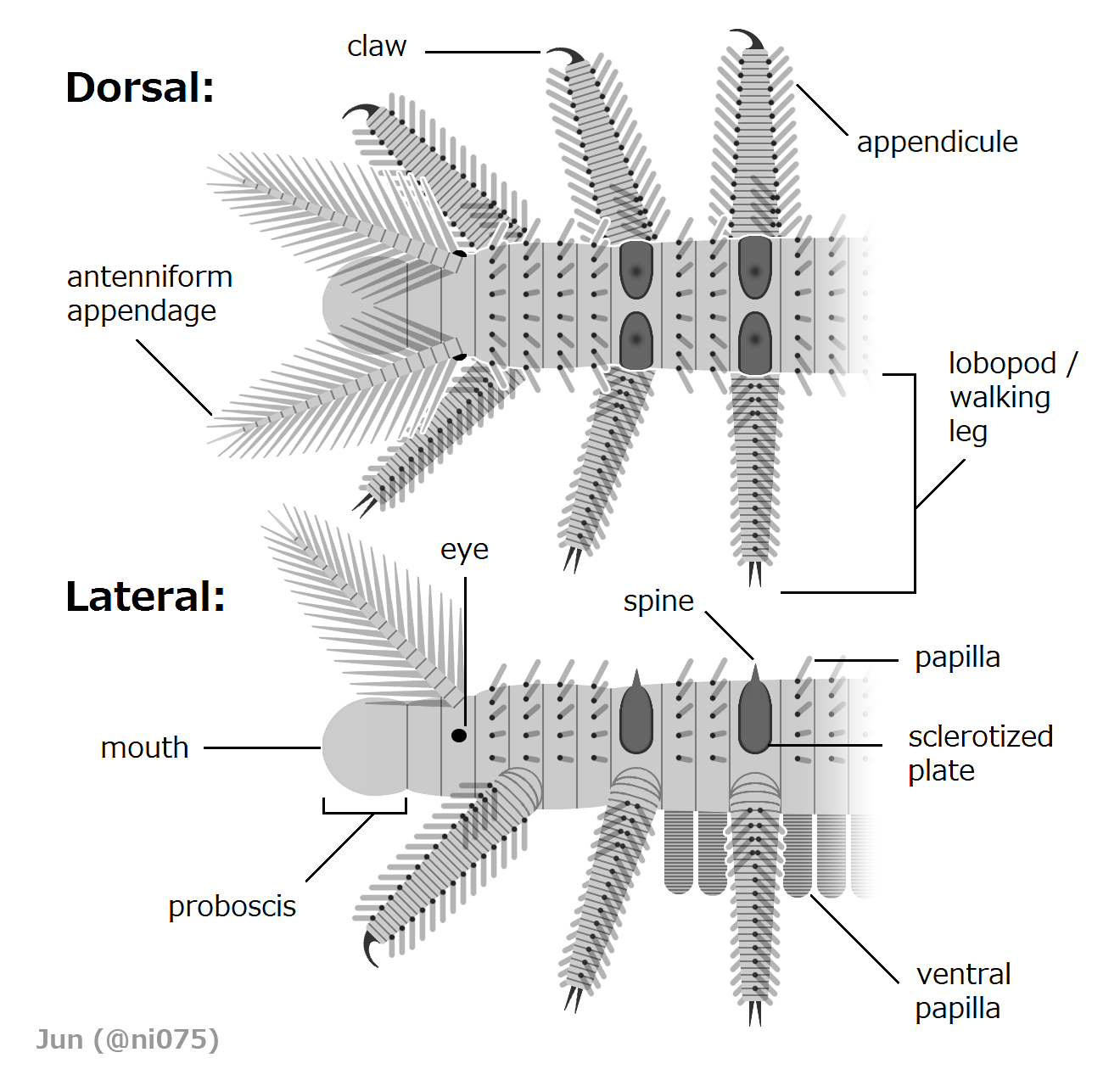
Onychodictyon ferox の前半身の外部構造。この種の頭部には触角、単眼と顕著な口器（吻）をもつ。

頭部は全身化石でも往々にして細部まで保存されにくいため、付属肢・口器・眼などの有無と形態に関する情報は限られている。知られる限り、頭部は球根状もしくは円柱状で、口は正面もしくは腹面に開く。一部の種類では、口に何らかの口器をもつことが分かる（後述）。頭部の両背面もしくは左右に1対の付属肢をもつ場合があり、これは種類によって華奢な触角（antennae, primary antennae）もしくは強大な前部付属肢（frontal appendages）で、形は胴部の葉足とは明確に異なる。眼は一部の種類に見られ、原則としては1対もしくは複数対の目立たない単眼であるが、gilled lobopodians は例外的に複眼と思われる大きな眼をもつ。ごく一部の種類は、頭部の背面もしくは左右に甲皮や棘などの目立たない硬組織をもつ。
葉足動物の頭部は原則として1対のみの付属肢と、知られる限り1つの脳神経節（後述）のみを持つため、有爪動物や派生的な節足動物の（複数の体節/脳神経節を含んだ）頭部とは異なり、先節（ocular somite）という体の先頭の体節のみを含んだと考えられる。ただしアンテナカンソポディアの場合、頭部は例外的に2対の付属肢をもつため、少なくとも2節が含まれたと考えられる。

### 胴部と葉足

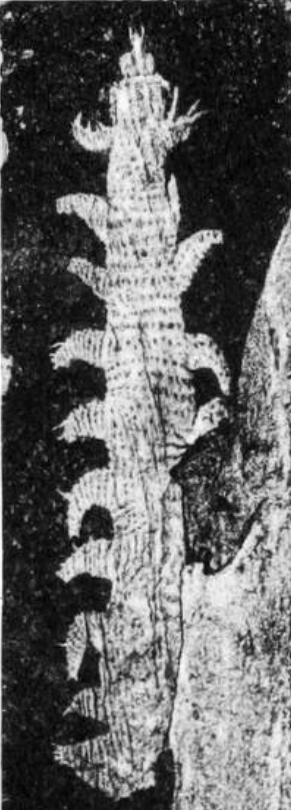
アイシェアイアの化石標本。全身に環形の筋とたくさんの乳頭突起が並んでいる。

葉足動物の胴部は円柱状に長く、複数の体節（胴節）が含まれる。ただし各胴節の境目は往々にして不明瞭で、一部の種類で環形の筋の変化や、後述の構造体の有無で間接的に現れる程度である。葉足を除き、胴部は種類によって顕著な隆起（nodes）・目立たない円形構造（sub-rounded structures）・硬質の甲皮/棘（sclerotized plates/spines）・柔らかい乳頭突起（papillae）・平たい鰭（flaps, lobes）などの構造体をもつ場合がある。尾部は尾に似た何らかの構造体をもつ、もしくは緩歩動物のように隣接した1対の葉足に占められる。
胴部の付属肢は葉足（lobopod, lobopodous limb）といい、種類によって数対から数十対まで生えて、各胴節に1対ずつ両腹面から出している。葉足の先端は、種類によって硬質の爪（claw）があったりなかったりする。爪がある場合は原則として葉足ごとに1対で短い鉤状（鉤爪）だが、爪が細長い・1本のみ・3本以上などの例もある。胴部に似て、葉足も種類によっては棘・短い乳頭突起・発達した突起物（appendicules）・密集した刺毛（setae）などの二次的な構造体をもつ場合がある。

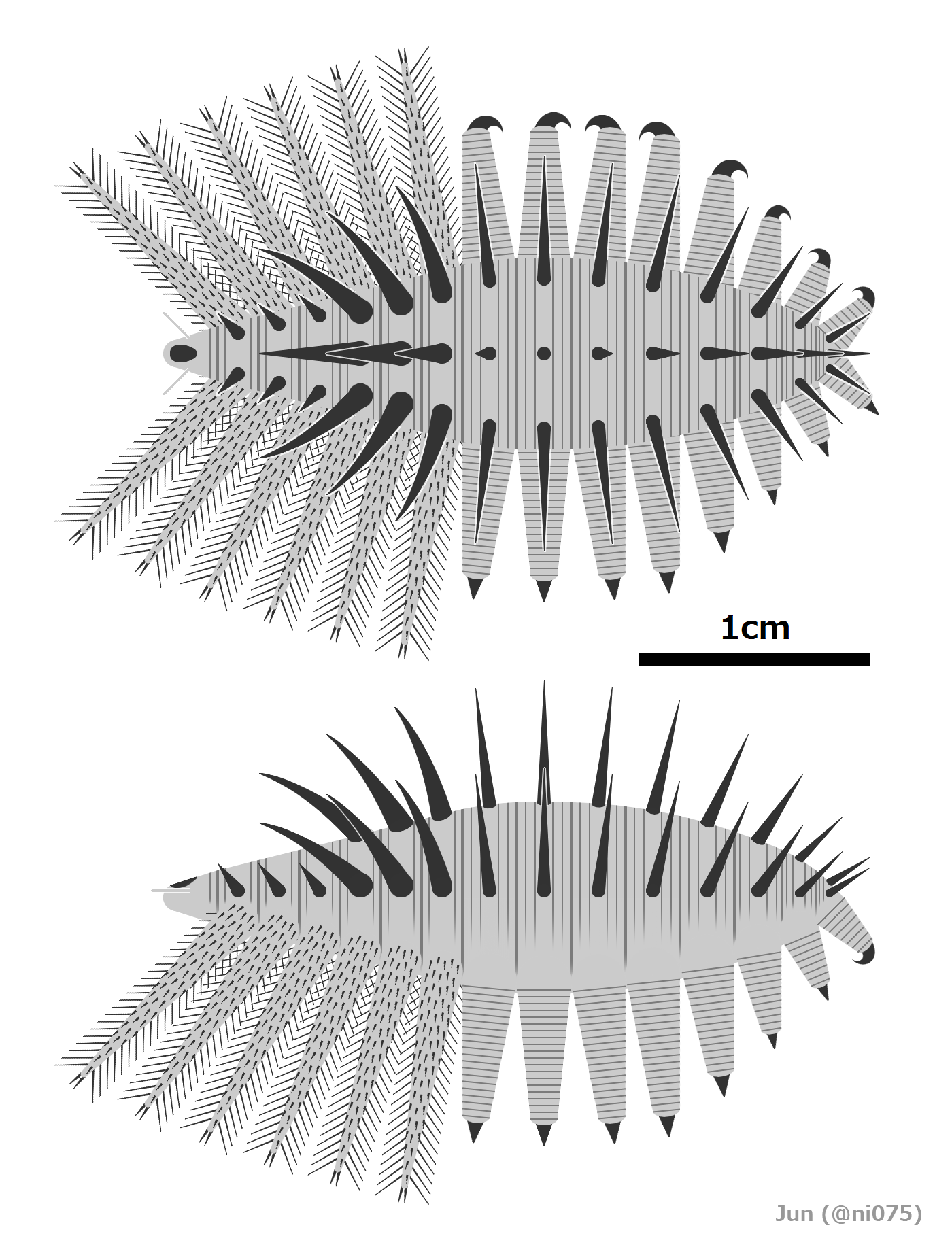
前後分化した体制をもつコリンソヴェルミス（ルオリシャニア類）

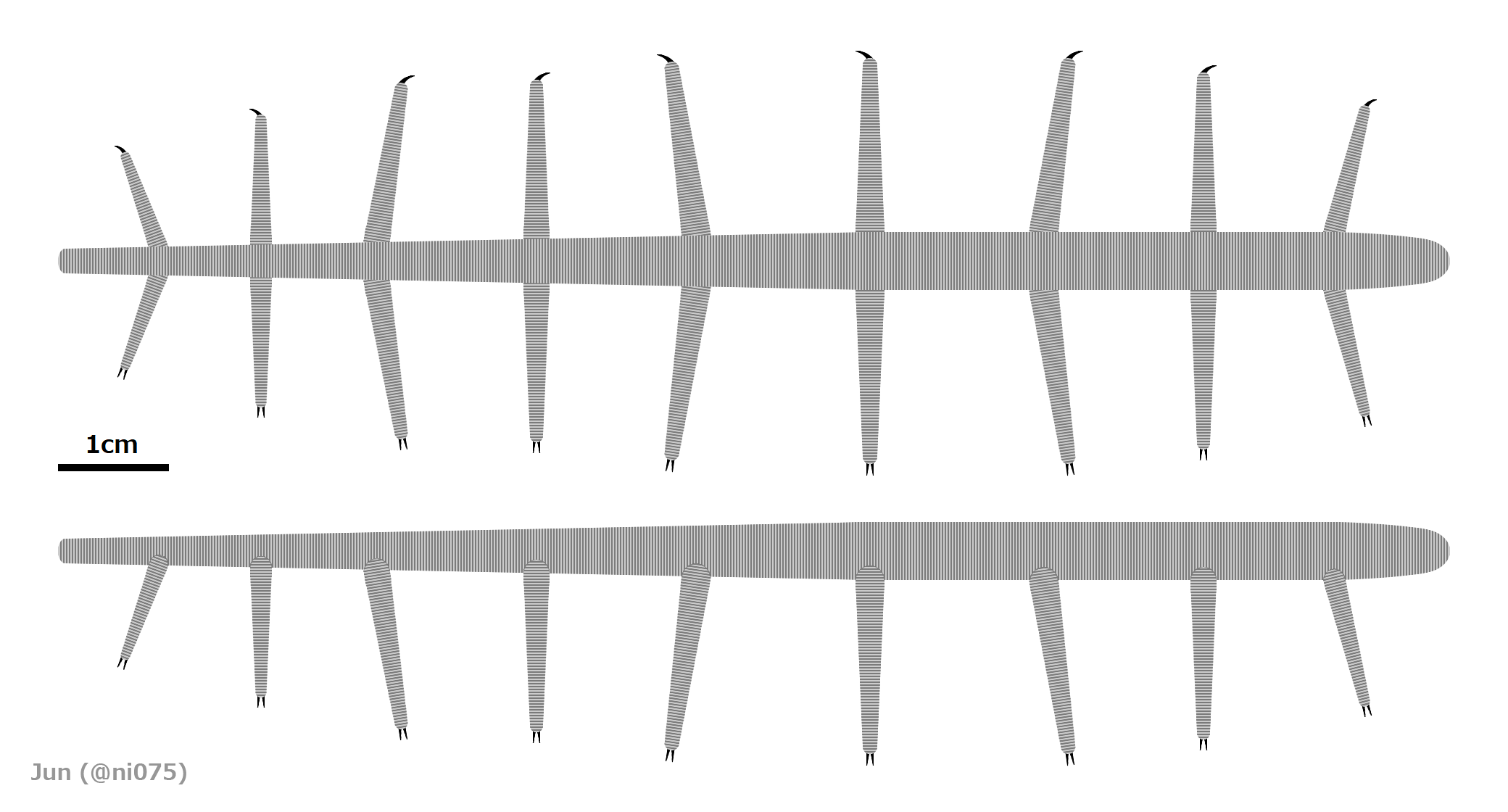
単調で同規的な体制をもつパウキポディア
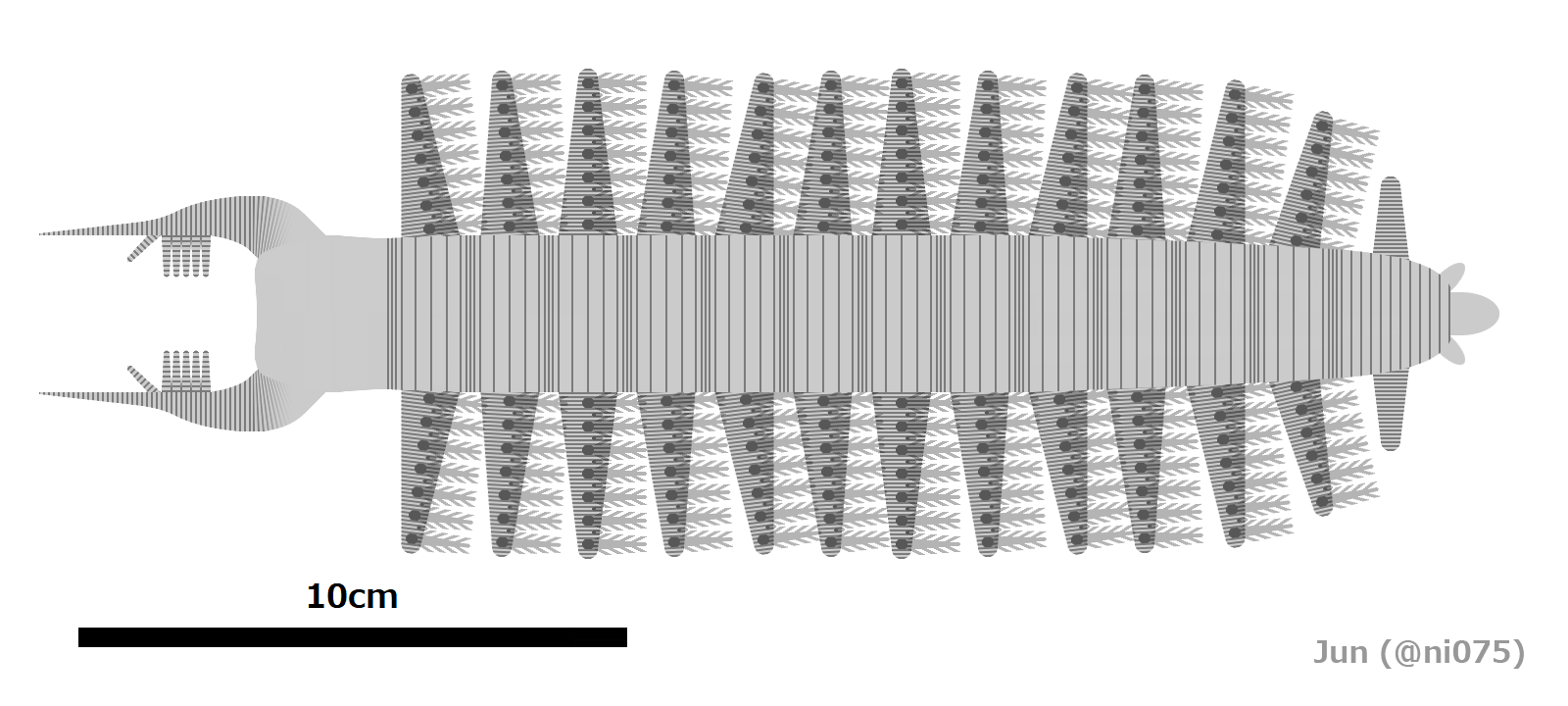
ジェンシャノポディアの胴部には変則的な筋と特化した尾部、葉足には数多くの突起物をもつ。

多くの場合、胴部は前後を通じてほぼ同じ構造の繰り返しで、各胴節の葉足もほぼ同型の脚である。ただしハルキゲニア類とルオリシャニア類の種類は顕著な分化が見られ、前方数対の葉足が細い触手状（ハルキゲニア類）もしくは長大な羽毛状（ルオリシャニア類）に特化し、残りの葉足から明確に区別される。
有爪動物や緩歩動物の脚も同様に葉足と呼ばれるが、葉足動物に比べると、これらの現生汎節足動物の葉足は常に体の横幅より明らかに短く、先端も知られる葉足動物より複雑な構造をもつ。

### 内部構造

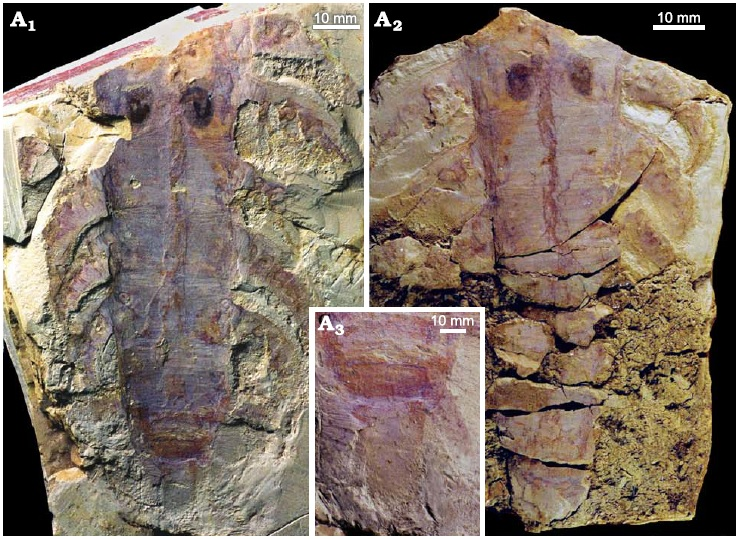
ジェンシャノポディアの後半部の化石標本。正中線を走る消化管と対になる消化腺（暗く丸い痕跡）が映る。

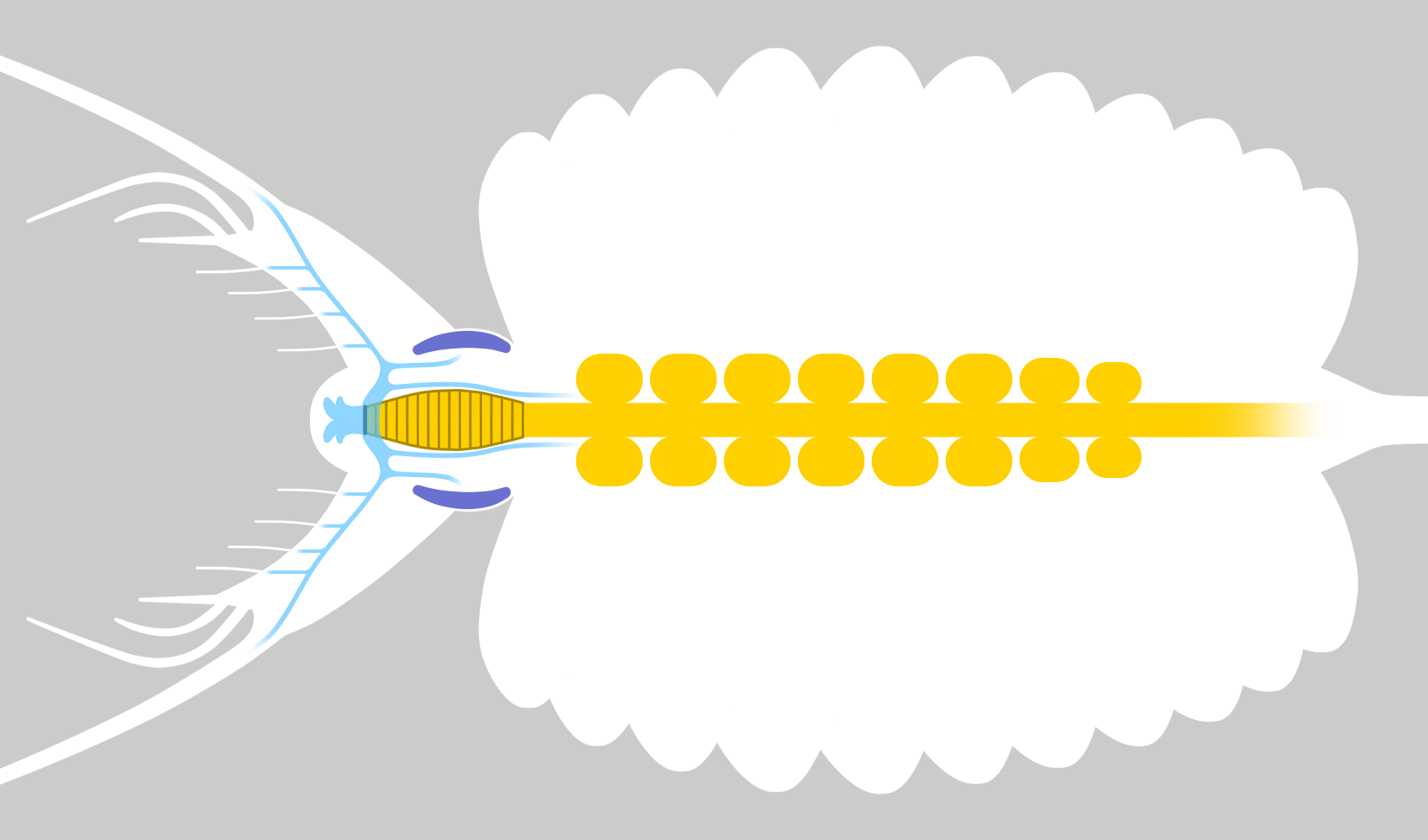
ケリグマケラの眼（暗青色）、脳（水色）と消化系（黄色）

葉足動物の化石標本に保存された内部構造のうち、体腔（body cavity）と消化管が最も一般に見られ、特に消化管は立体構造が保存された例もある。それ以外では、筋肉組織と神経系が限られた化石標本のみによって知られる。
通常、葉足動物の消化管は口から一直線に肛門まで達する単調な構造である。ただし、節足動物の初期系統に含める種類はほとんどが他の早期の節足動物に似て、中腸の左右には数対の腎臓型の消化腺（digestive glands）をもつ。一部の種類は、消化管の直径より太く特化した咽頭をもつことが分かる。
体腔の痕跡は主に消化管の周辺と葉足に見られ、静水骨格（水力学的骨格、hydroskeleton）に該当する部分であったと考えられる。
筋肉組織はごく一部の種類のみ顕著に見られる。ゼヌシオンの場合、体の両筋に縦筋（longitudinal muscle）をもつことが分かる。トライトニクスの場合、筋組織は1つの胴節の腹側のみ知られ、外側に縦筋、内側に環状筋（circular muscle）、その間に斜筋（oblique muscle）を持つことが判り、これは知られる他の脱皮動物の縦筋と環状筋の配置（縦筋は内側、環状筋は外側）とは逆である。パンブデルリオンの場合は例外的に大部分の筋組織が見つかり、それぞれの付属肢（葉足と前部付属肢）には前後1対の筋肉を持ち、発達した3対（背面、左右と腹面に各1対）の縦筋は体の全長を走り、連続的で分節はない。パンブデルリオンのこのような筋組織は汎節足動物として典型的で、中でも有爪動物に最も似ているが、有爪動物（外側の斜筋と内側の環状筋をもつ）や派生的な節足動物（胴部と付属肢の筋肉が分節した）より単調で、汎節足動物の筋組織の祖先形質を反映したと考えられる。
中枢神経系として広く認められる構造は、ケリグマケラの頭部のみから発見される。脳は先頭の脳神経節、いわゆる先節由来の前大脳（protocerebrum、あるいはその先頭の端「prosocerebrum」）のみに構成され、前部付属肢の神経と眼の視神経のみに対応し、その直後に伸ばした1対の腹神経索（ventral nerve cord）の間に連結が見当たらない。それ以外では、パウキポディア、メガディクティオン、アンテナカンソポディアからも神経系と思われる構造が報告されていたが、いずれも正確性が疑わしく見受けられる。

### 口器

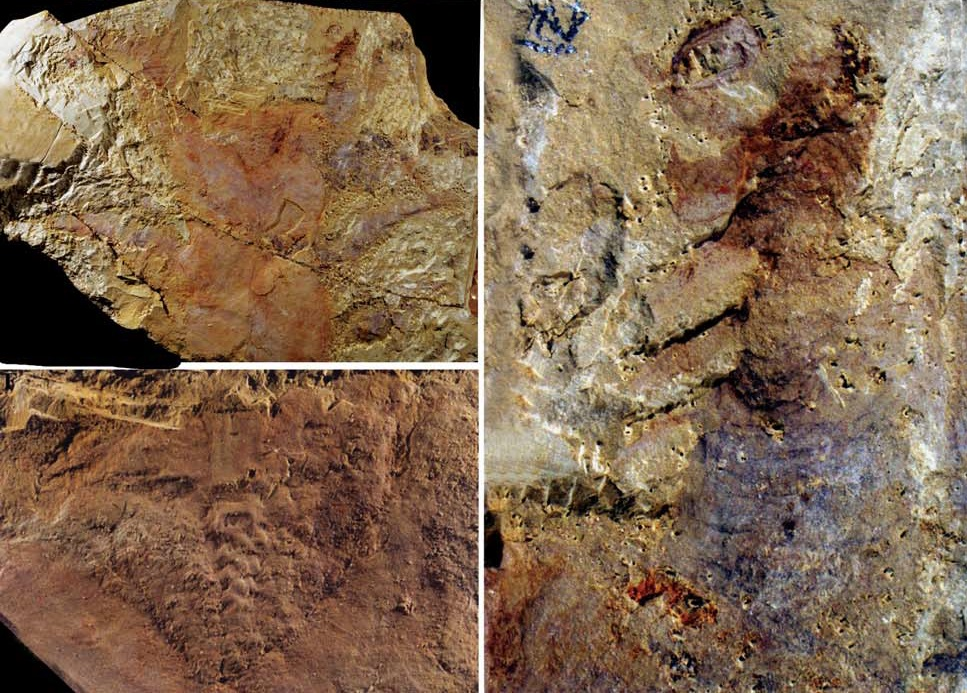
ジェンシャノポディアの頭部の化石標本。左下のクローズアップに咽頭の歯が映る。

特殊な口器は一部の種類のみから発見される。口は放射状の構造（circumoral structures）に囲まれるものが知られ、これは硬質の歯（mouth plates）もしくは柔らかい乳頭突起（papillae）とされる。それ以外では、咽頭の内壁に並んだ歯（pharyngeal teeth）や、丸みを帯びて突出した吻（proboscis）をもつものも知られている。
葉足動物のこのような口器は、先節の口のみに由来とされる。これはその口器が先節由来の眼と付属肢（触角/前部付属肢）より前に備わる同時に、付属肢由来の構造も存在しないことによって示唆される。また、葉足動物のこのような口周辺の放射状構造と咽頭の歯の組み合わせは、脱皮動物の中で環神経動物と基盤的な節足動物（ラディオドンタ類など）の口器に似て、相同だと考えられる。このような口器は、脱皮動物の共通祖先から受け継いだ祖先形質と考えられ、有爪動物と派生的な節足動物の、複数体節由来で付属肢（顎など）をもつ口器とは明らかに異なる。
緩歩動物の口器は前述に似た放射状構造で、相同の可能性はあるが、奥に付属肢由来の可能性が高い歯針（stylet）をもつため、別起源の可能性もある。有爪動物の口周辺の乳頭突起（oral papillae）は、かつて前述のような放射状構造に相同の名残だと考えられたが、奥に先節以外の体節由来の付属肢（顎）があり、後にも発生学的検証で複数体節の部分から特化した別物だと証明された。

## カテゴリー
葉足動物は、外見に基づいていくつかのカテゴリーに分けられる。例えば典型的な「足付き蠕虫」様の種類はXenusia類、甲皮や棘をもつ種類は「armoured lobopodians」、両筋に鰭をもつ種類は「gilled lobopodians」などとしてまとめられる。一部は元々正式な分類群として提唱されたが、非単系統で便宜的な総称として用いられるものが多い。
以下では共通点が広く認められ、文献記載に採用されることが多いカテゴリー（Xenusia、Armoured lobopodians、エオコンカリウム類、ルオリシャニア類、ハルキゲニア類、シベリオン類、Gilled lobopodians）について記述する。

### Xenusia

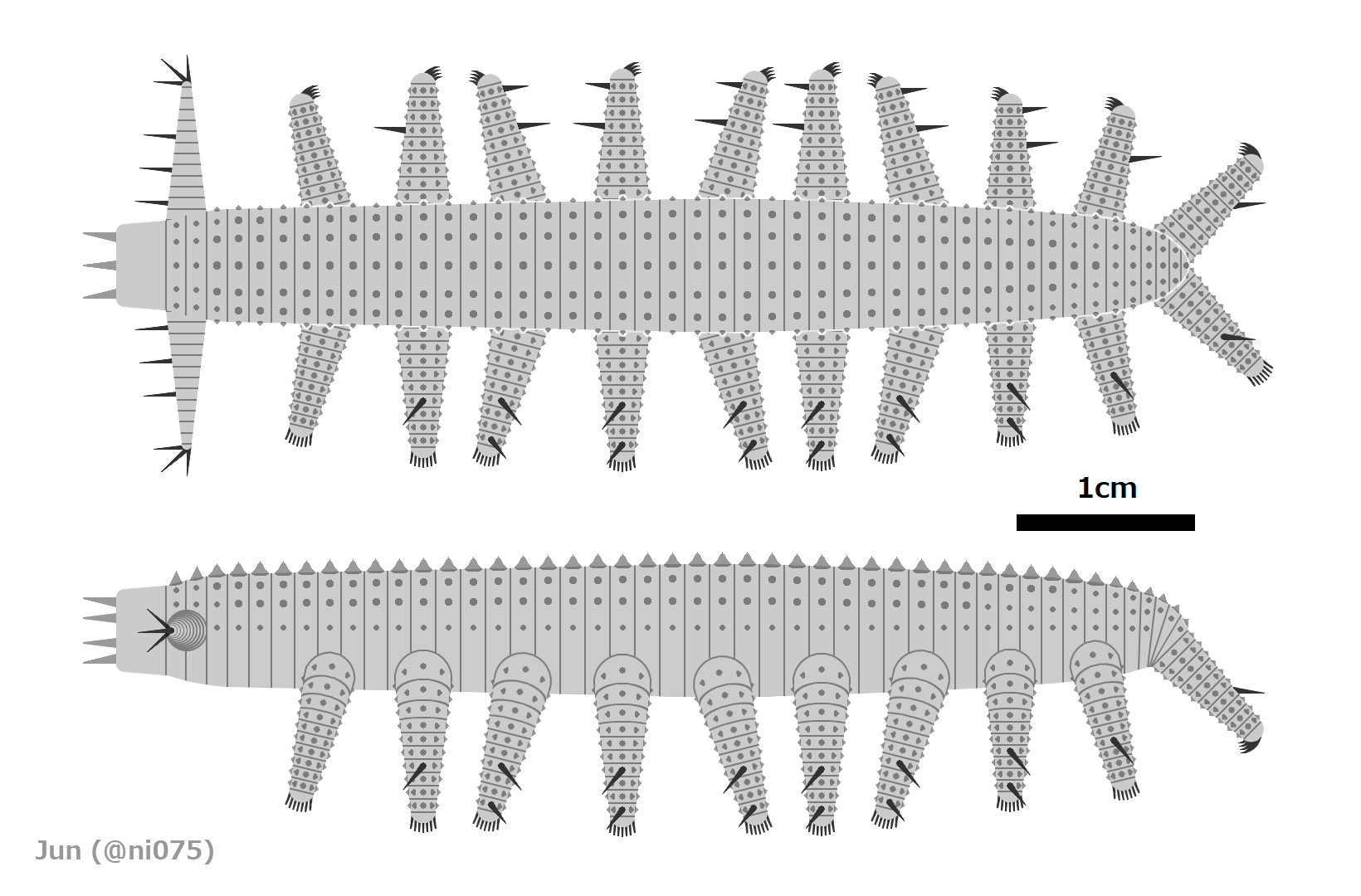
アイシェアイア

「Xenusians」もしくは「xenusiids」と呼ばれる。ゼヌシオン、アイシェアイア、ハルキゲニアなどという、すべての「足付き蠕虫」様の葉足動物が含まれる。そのため、これは「最も狭義の葉足動物」に該当する群でもある（前述参照）。
1980年代から1990年代にかけて、Xenusia類の葉足動物は全般的に有爪動物（もしくは有爪動物と緩歩動物）のみに近縁と考えられたが、この説は21世紀以降では否定的である。Xenusia類は雑多な側系統群であり、その中でシベリオン類は節足動物の基部系統として広く認められるが、それ以外の種類はほとんどが不確実で、種類や系統解析によっては節足動物・有爪動物・緩歩動物のいずれかの初期系統、もしくは独立した別系統とされる。
本群はゼヌシオンの学名（Xenusion）に因んで命名され、Dzik & Krumbiegel (1989) において正式な分類群「Xenusia」（綱）として提唱された。Hou & Bergström (1995) では、Xenusia類の構成種が更にいくつかの目や科に編成された。ただし2010年代以降では、「Xenusia」はもはや分類体系に採用されなくなり、Hou & Bergström (1995) の分類体系もほとんどが系統解析により否定され、そこで示された分類群の中で広く採用され続けているのは、後述のエオコンカリウム類（エオコンカリウム科）、ルオリシャニア類（ルオリシャニア科/目）とハルキゲニア類（ハルキゲニア科）のみである。

#### Armoured lobopodians
「装甲のある葉足動物」を意味し、「armoured lobopods」とも呼ばれる。ハルキゲニア、ルオリシャニア、ミクロディクティオン、ディアニアなどという、「足付き蠕虫」様の姿をもつ同時に、棘や甲皮などの発達した硬い外皮組織を有する多くの葉足動物を指している。通常、この硬組織は1胴節つきに両背側で1対をもつが、1枚に癒合したり、3つ以上になったり、脚までにも生えたりする種類もある。知られる限り、その表面は網目状もしくは鱗状の顕微構造をもつ。
本群は便宜的で、単系統群や正式な分類群とされることはない。Hou & Bergström (1995) では甲皮をもつ一部の種類が Scleronychophora（目）に分類されたが、全ての armoued lobopodians を含むわけではなく、後の文献にもほぼ採用されず、単系統性もほとんどの系統解析で否定されている。
本群に当てはまらない、すなわち発達した棘や甲皮をもたない葉足動物は、「unarmoured lobopodians」（"装甲のない葉足動物"）と呼ばれる場合もある。

##### エオコンカリウム類
「Eoconchariids」と呼ばれる。ミクロディクティオン（=エオコンカリウム）、クアドラタポラ、およびフスノチャリウムという、パッド状の甲皮に顕著な網目構造をもつ葉足動物が含まれる。本群のほとんどの種類は単離した甲皮のみによって知られ、全身が発見されるのは未だにミクロディクティオンの Microdictyon sinicum という1種のみである。この種の全身によると、前後は単純で長い頭部と短い尾部を有し、葉足は胴部の両腹側に10対、前述のような甲皮は胴部の左右に9対をもつ。甲皮の輪郭は同一個体の中でも付属した胴節によって異なるため、この特徴は同定の指標になれない。その代わりに、網目構造の配列や表面の突起物の形は種類によって異なるとされる。
本群は Ramsköld (1992) によってミクロディクティオンの無効の異名（シノニム）とされるようになったエオコンカリウムの学名（Eoconcharium）に因んで命名され、Hao & Shu (1987) に科階級の分類群「Eoconchariidae」（エオコンカリウム科）として創設されたが、当時の本群は甲皮のみによって知られ、それが放散虫の殻と誤解釈されたため、葉足動物の分類群とされるようになったのは全身を判明した1990年代以降である。異名としてミクロディクティオンの学名（Microdictyon）に因んだ「Microdictyonidae」（ミクロディクティオン科）はあるが、「Eoconchariidae」の原記載である Hao & Shu (1987) より後の Chen et al. (1989) に設立されたため、学名の先取権に基づき無効名であるとされる。本群は2010年代以降でも葉足動物の分類群として採用され続けるが、単系統性は系統解析で検証されることはない。これは本群の中で、解析対象とされることがあるのは Microdictyon sinicum のみからである。

#### ルオリシャニア類

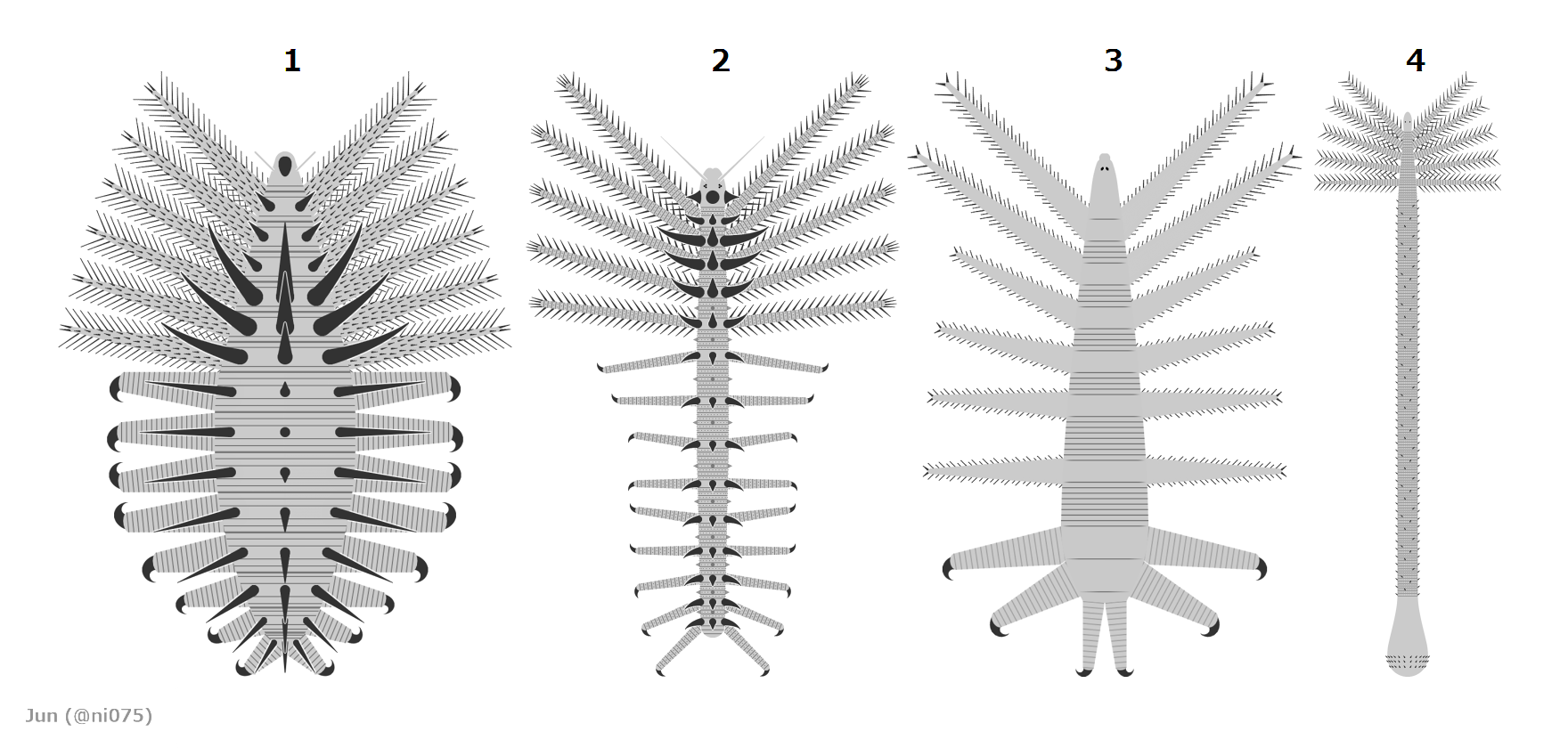
コリンソヴェルミス（1）、ルオリシャニア（2）、オヴァティオヴェルミス（3）とファシヴェルミス（4）

「Luolishaniids」と呼ばれる。ルオリシャニア、コリンシウム、コリンソヴェルミス、オヴァティオヴェルミスなどという、「足付き蠕虫」様の姿をもつ同時に、前5-6対の葉足が密集した刺毛をもって長大な羽毛状に特化した葉足動物が含まれる。ファシヴェルミスを除き、それ以降の葉足は全てが1本の鉤爪のみをもつのも本群の特徴である。甲皮や棘をもたない種類もいくつかあるが、それをもつ種類の場合は、ほぼ全て胴節に3本以上の棘が並んでいる。
本群は模式属であるルオリシャニアの学名（Luolishania）に因んで命名され、Hou & Bergström (1995) に科階級の分類群「Luolishaniidae」（ルオリシャニア科）として創設されたが、Caron & Aria (2020) により目階級の分類群「Luolishaniida」（ルオリシャニア目）へと昇格された。本群は2010年代以降でも一般に葉足動物の分類群として採用され続けており、単系統性も多くの系統解析に支持される。

#### ハルキゲニア類
「Hallucigeniids」と呼ばれる。本群の構成はやや不確実で、少なくともハルキゲニアの種類を含め、それ以外ではタナヒタ、カーボトゥブルスとカーディオディクティオンもハルキゲニア類として認められる場合がある。これらの葉足動物は「足付き蠕虫」様の姿をもつ同時に、胴部の前2-3対の葉足が単調な触手状に特化しており、その表面は滑らかで、筋・爪・刺毛などの構造はない。
全身が知られる前述の記録以外では、単離した棘のみ知られ、モンゴリトゥブルス（一部）、ラッシュトニテスとロンボコーニクルムとして命名された化石標本も本群由来で、特にロンボコーニクルム以外のものはハルキゲニア由来だと考えられる（葉足動物#分布と生息時代を参照）。
本群は模式属であるハルキゲニアの学名（Hallucigenia）に因んで命名され、Conway Morris 1977 に科階級の分類群「Hallucigeniidae」（ハルキゲニア科）として創設されたが、当時のハルキゲニアは上下逆さまに復元され、所属不明の奇妙な未詳生物と誤解釈されたため（詳細はハルキゲニア#復元史を参照）、葉足動物の分類群とされるようになったのは Hou & Bergström (1995) 以降である。本群は2010年代以降でも一般に葉足動物の分類群として採用され続けるが、単系統性は確実でなく、内部構成によって解釈が変わる。
エオコンカリウム類であるミクロディクティオンを本群に含めるとする見解もあるが、広く認められる意見ではない。

#### シベリオン類

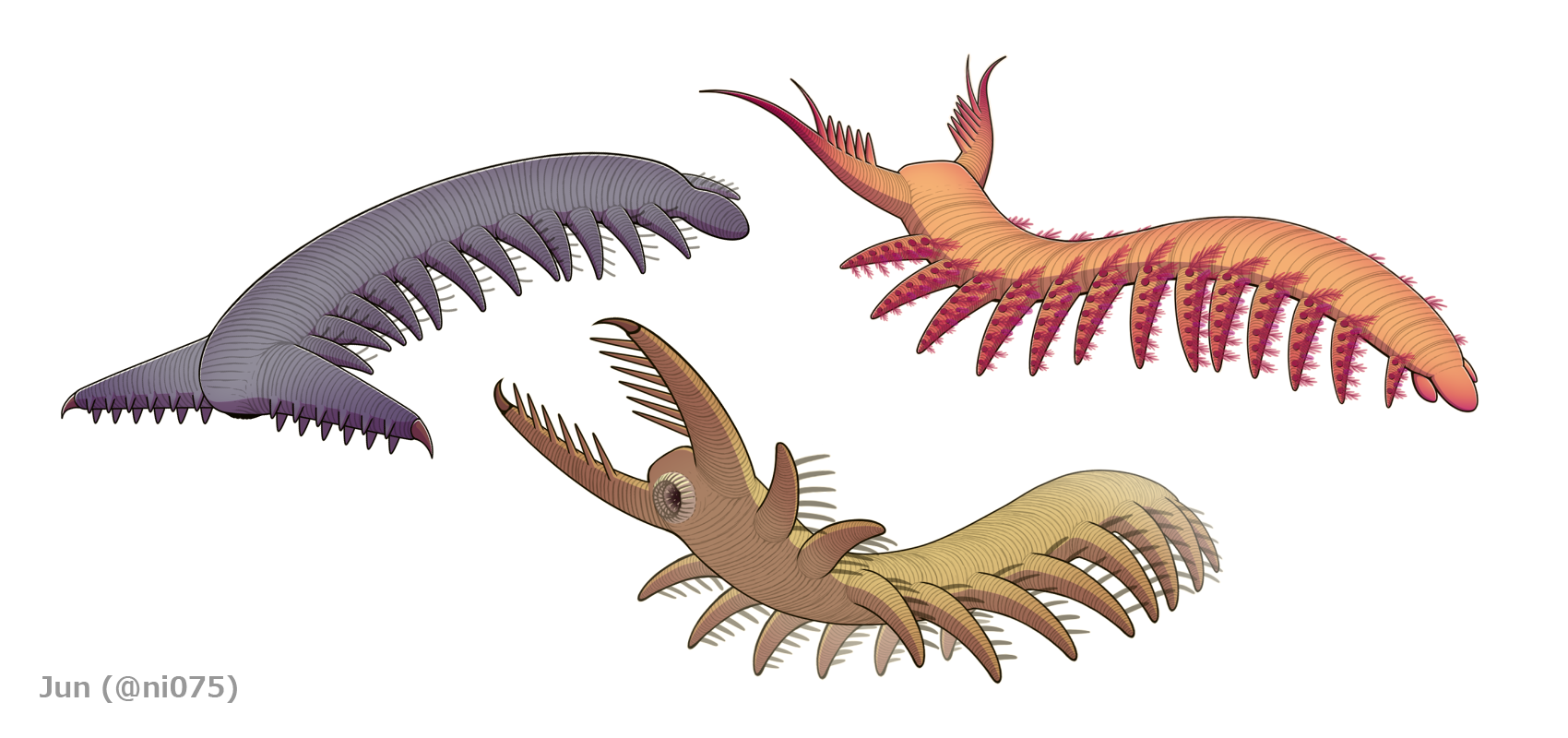
シベリオン（左上）、ジェンシャノポディア（右上）とメガディクティオン（中下）

「Siberiids」、「jianshanopodians」（ジェンシャノポディア類）、もしくは「giant lobopodians」（"大型葉足動物"）と呼ばれる。シベリオン、メガディクティオン、およびジェンシャノポディアという、「足付き蠕虫」様の姿をもつ同時に、先頭の前部付属肢が強大に特化した葉足動物が含まれる。中腸は複数対の発達した消化腺をもち、甲皮や棘などの硬組織はないが、葉足の縁に数本の発達した突起物（appendicules）が並んでいる。また、別名「giant lobopodians」に示される通り、シベリオン類の体長は種によって7 cm（シベリオン）から20 cm以上（メガディクティオンとジェンシャノポディア）と推測され、葉足動物にしては大型である。
本群の強大な前部付属肢と対になる消化腺は基盤的な節足動物（gilled lobopodians、オパビニアとラディオドンタ類）の特徴であり、中でも後述の gilled lobopodians に最も似ているが、gilled lobopodians とは異なり、本群の体の両筋に他の基盤的な節足動物に似た鰭はない。これにより、本群は典型的な「足付き蠕虫」様のXenusia類と gilled lobopodians の中間型生物であり、gilled lobopodians と共に節足動物の初期系統の一部として広く認められる。
本群は模式属であるシベリオンの学名（Siberion）に因んで命名され、Dzik (2011) に1目1科の分類群「Siberiida, Siberiidae」（シベリオン目、シベリオン科）として創設されたが、それ以降の分類体系に採用されることはなく、（主に「giant lobopodians」という名称で）便宜的なカテゴリーとして紹介される程度のみである。本群は系統解析によって単系統群もしくは非単系統群とされる。

### Gilled lobopodians

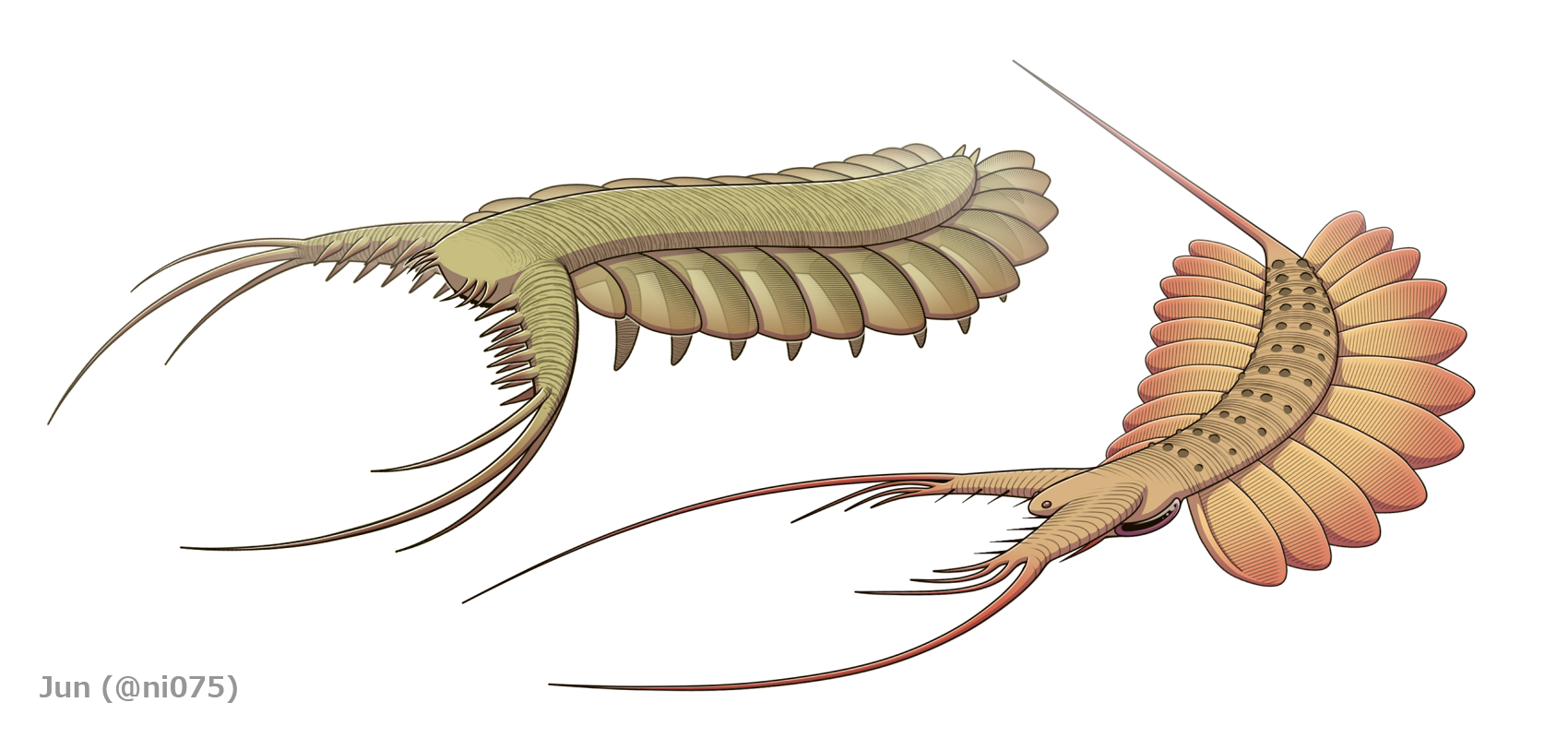
パンブデルリオン（左上）とケリグマケラ（右下）

「鰓のある葉足動物」を意味し、「gilled lobopods」とも呼ばれる。長い間はパンブデルリオンとケリグマケラのみ知られ、2020年代以降ではユタナックスやモブラヴェルミスもケリグマケラの近縁（同じケリグマケラ科に所属）としてここに含まれる。これらの種類は、体の両筋が十数対以上の平たい鰭に覆われ、通常の「足付き蠕虫」様の葉足動物から一線を画すほど異なった姿をもつ。そのうちパンブデルリオンは明らかに葉足を兼ね備えるが、他の種類における葉足の存在は懐疑的か否定的である。同時に先頭の前部付属肢が強大に特化し、頭部の両腹面に複眼と思われる1対の大きな眼があり、中腸は複数対の発達した消化腺をもつ。また、名に現れるように、鰭の表面には鰓と思われる細かい皺がある。
本群の鰓を有する両筋の鰭、強大な前部付属肢と対になる消化腺は、基盤的な節足動物オパビニア類とラディオドンタ類に似た特徴の組み合わせである。ただしオパビニア類やラディオドンタ類とは異なり、本群は葉足動物に含めるほどの性質（発達した葉足・環形の筋など）が顕著に見られる。これにより、本群は葉足動物（特にシベリオン類）と基盤的な節足動物の特徴を掛け合わせた中間型生物であり、前述のシベリオン類と共に節足動物の初期系統の一部として広く認められ、葉足動物の側系統性と節足動物の葉足動物起源説を支持する重要な証拠である。
本群は便宜的で、正式な分類群とされることはなく、系統解析によっては単系統群もしくは非単系統群とされる。なお、これらの種類は「gilled lobopodians」と呼ばれつつも「葉足動物（lobopodians）」とは別枠に併記される場合が一般的で、葉足動物扱いされない場合も稀にある。また、本群の種類はオパビニア類やラディオドンタ類と共に恐蟹類にも分類される。
上述の種類以外では、パンブデルリオンに似た口器のみによって知られるオムニデンスも gilled lobopodian だと考えられる。それ以外では、オパビニア類のオパビニアも広い意味で gilled lobopodians に含まれるが、胴体に環形の筋を持たず葉足の有無は不確実で（詳細はオパビニア#鰭・鰓の構造と脚の有無を参照）、そもそも一般に葉足動物扱いすらされていない。

## 生態

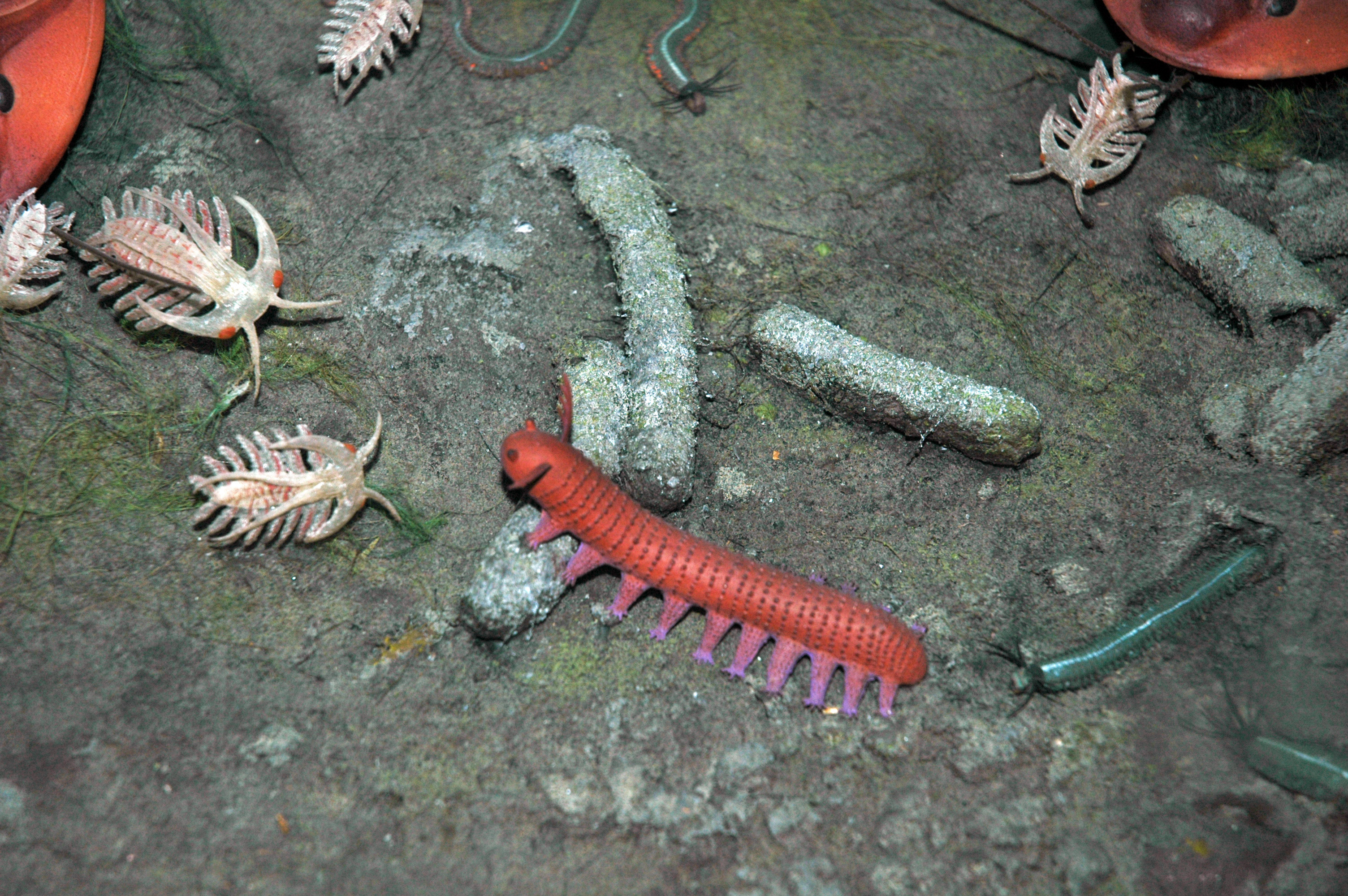
海底を歩くアイシェアイア（中央、赤色）の生態復元模型
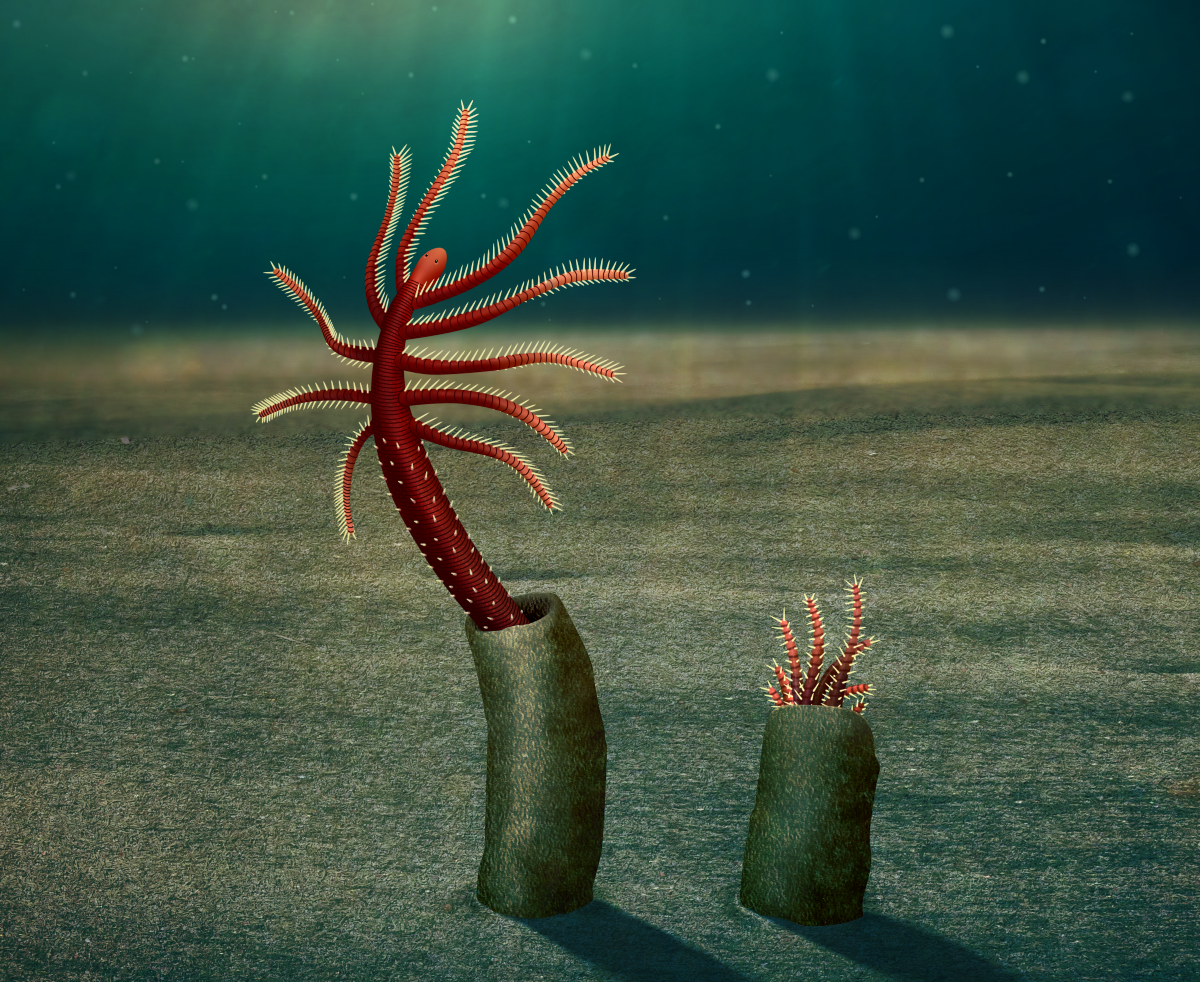
棲管に住み着くファシヴェルミスの生態復元図
- 後方の脚で固形物を掴み、前方の脚で水中の有機物を濾過摂食するオヴァティオヴェルミスの生態復元アニメーション

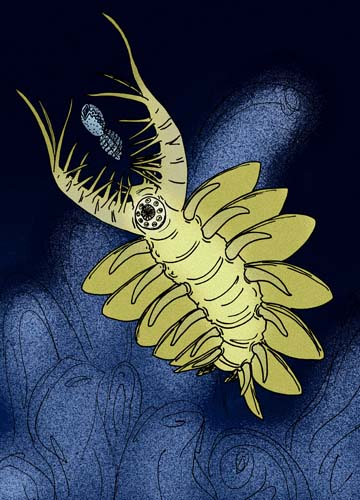
古虫動物を追い込む遊泳性捕食者として描かれたパンブデルリオン

葉足動物は海棲で、全般的に底生性の動物（ベントス）であったと考えられる。多くの種類は葉足の先端に鉤爪をもつため、頑固な表面を掴んで登るのに適したとされるが、発達した爪をもたず、むしろ海底などの平たい表面を歩いたと考えられる種類もある。中でもファシヴェルミスは更に特化が進み、大半の葉足が退化した長い体を棲管に埋めて、ケヤリムシのような固着性の生態をしていたと考えられる。一部の種類は、化石標本がよく固着性や浮遊性の大型動物にくっつけながら保存されたことにより、その動物を寄生/捕食した、もしくは隠れ場所として利用したと考えられる。中でも浮遊性動物にくっつけた種類は、それを介して疑似的な外洋性生活を送り、遠距離移動をしていた可能性もある。ごく一部の種類は、体の両筋の鰭（gilled lobopodians）もしくは平たい尾扇（ジェンシャノポディア）で泳いでいた可能性がある。
頭部の付属肢（触角/前部付属肢）は感覚もしくは摂食用とされ、胴部前方の特化した葉足は、摂食行動を補助する機能があったと考えられる（後述）。Armoured lobopodians の甲皮や棘は外骨格のように、外敵からの防御や筋肉の付着面としての機能があったと推測されている。
それ以外の生理学的情報は限られている。他の脱皮動物と同様に脱皮で成長することが分かるが、そこで甲皮の輪郭と表面の構造に顕著な変化はない。Gilled lobopodians の鰭の皺は呼吸器官（鰓）として広く認められ、オニコディクティオンの胴部の乳頭突起や、ジェンシャノポディアの葉足の突起物も似たような機能をもつかもしれない。少なくともパンブデルリオンとアンテナカンソポディアは、有爪動物に似る方法で葉足を動かせたと考えられる。

### 食性
葉足動物は多様な食性をもち、種類によっては堆積物食、腐肉食、肉食、懸濁物食/濾過摂食まで多岐したと考えられる。多くの種類は消化管が単調で、付属肢の特化も進んでいないため、堆積物食や腐肉食という単調な食性をしていたとされる。一方で、シベリオン類と gilled lobopodians は大型で発達した消化腺をもつため、より大きく複雑な餌も摂食できたとされ、強大な前部付属肢と鋭い歯で小動物を捕食した可能性もある。ルオリシャニア類は懸濁物食/濾過摂食とされ、前半身にある羽毛状の葉足で水中からプランクトンや懸濁物を濾過できたと考えられる。

## 分布と生息時代

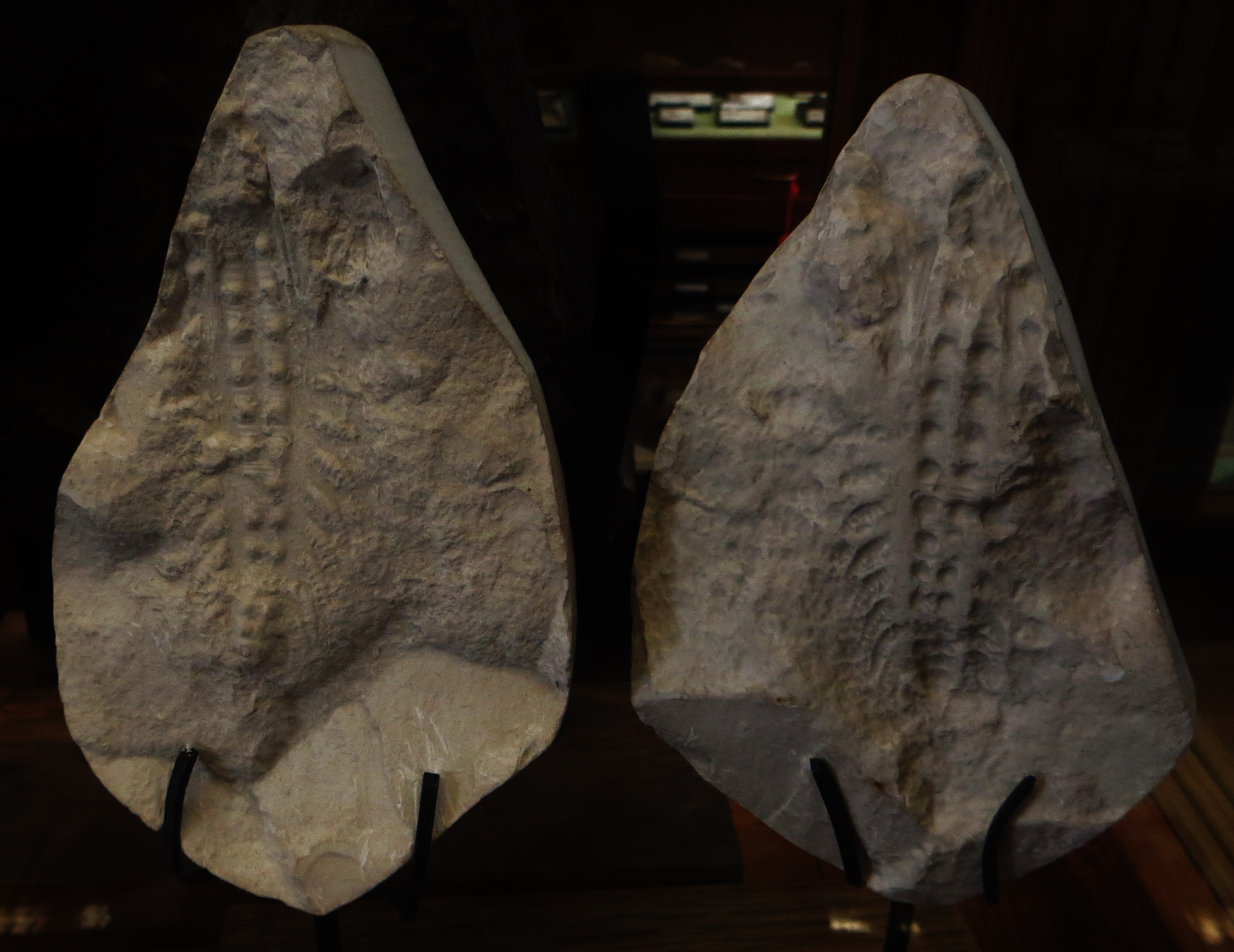
ゼヌシオンの化石標本。これは葉足動物の軟質構造化石の中では既知最古のものである。

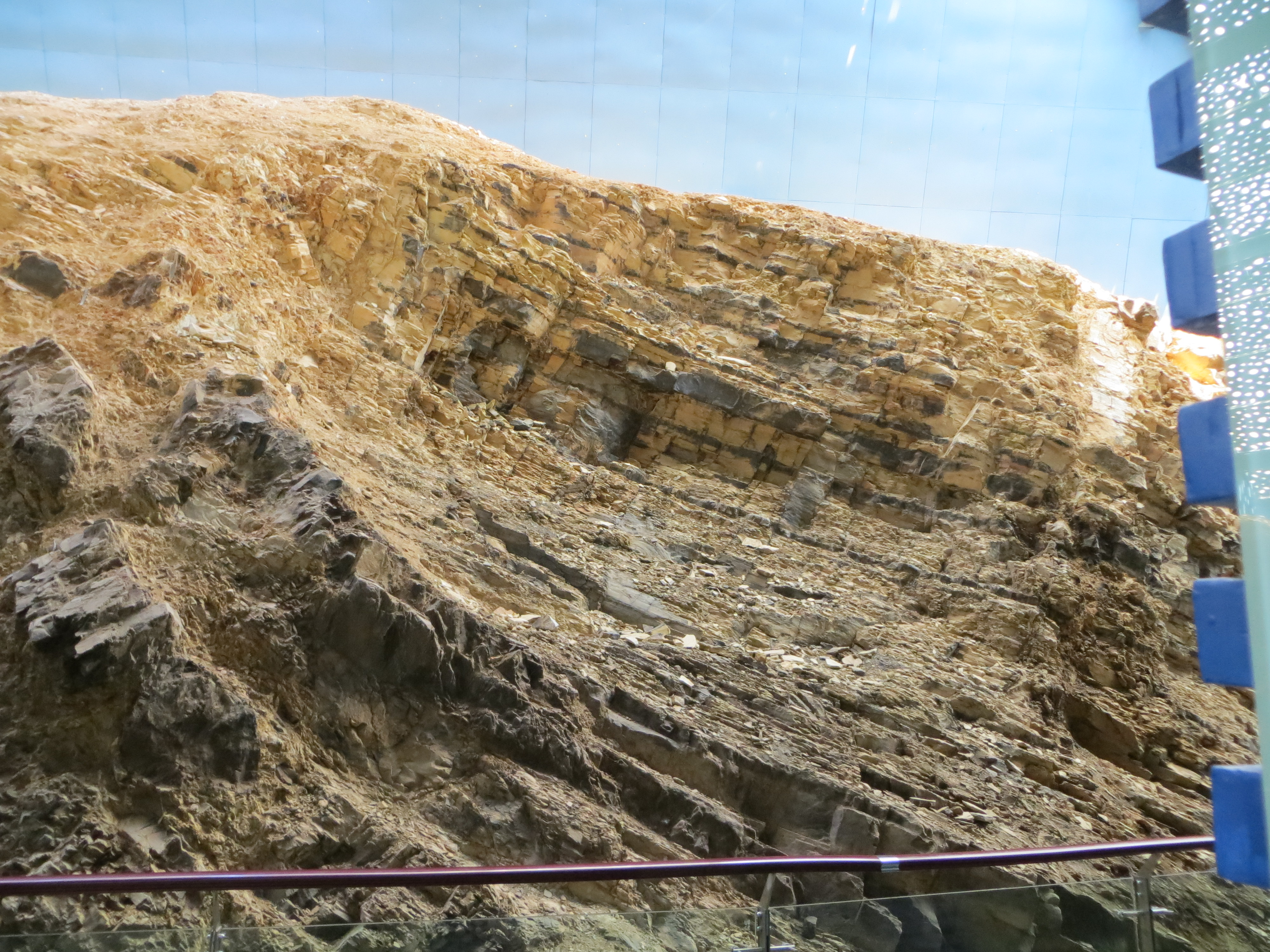
Maotianshan shale

葉足動物は主にカンブリア紀のラーガーシュテッテ（保存状態の良い化石を産する堆積累層）から産出する化石標本によって知られ、軟質構造を保存したものはカナダ、アメリカ、中国、グリーンランド、スウェーデン、ロシア（シベリア）、およびオーストラリアから知られる。その中で中国雲南省の Maotianshan Shales（澄江動物群）が最も多くて十数種が記載され、次にカナダブリティッシュコロンビア州のバージェス頁岩（バージェス動物群）が4種を含んで二番目に多い。カンブリア紀以降の地質時代では希少だが、南アフリカとモロッコからはオルドビス紀、カナダとイギリスからはシルル紀、アメリカからは石炭紀の種類が発見されている。
ほとんどの葉足動物の属はこうして軟質構造のある化石標本を基に記載され、特定の地域のみに分布している。しかし甲皮や棘のみ知られる記録まで範囲を広げると、ミクロディクティオンは例外的に広域分布しており、世界中の様々なカンブリア紀の堆積累層から単離した甲皮化石が発見されている。また、ミクロディクティオンほどではないが、ハルキゲニアとオニコディクティオンも、かけ離れた複数の地域から棘や甲皮の化石が発見されている。
葉足動物が発見される堆積累層は次の通り。甲皮/棘のみによって知られる記録は「▲」で示す。
カンブリア紀第二期（約5億2900万 - 5億2100万年前）
- （ロシア、シベリア、レナ川）：Quadratapora tenuiporatum▲[119][80]
- （カザフスタン）：Hallucigenia sp. (=Rhombocorniculum insolutum[120])▲[2]

カンブリア紀第二期 - 第三期境目
- Kalmarsund Sandstone[121]（File-Haidar-Formation、スウェーデン[117][122]）：Xenusion auerswaldae[123][注釈 57][117][122]

カンブリア紀第三期（約5億2100万 - 5億1400万年前）
- Wilkawillina Limestone（オーストラリア）：Microdictyon depressum▲[124][96]、Microdictyon sp.▲[98][125][96]
- Qiongzhusi Formation（中国、四川省）：Fusuconcharium typicum▲[101]、Microdictyon jinshaense▲[99][96]
- Guojiaba Formation（中国、山西省）：Microdictyon fuchengense▲[126][96]
- Shuijingtuo Formation（中国、山西省）：Microdictyon chinense (=Eoconcharium ovalum[101][68], =Microdictyon anus[127])▲[80][96]、Quadratapora zhenbaensis▲[101][99]
- Qiongzhusi Formation（中国、重慶市）：Microdictyon cf. effusum▲[99][96]
- （中国、山西省、鎮坪県）：Microdictyon aff. rhomboidale▲[99]、Microdictyon cf. effusum▲[99][96]
- Maotianshan Shale（澄江動物群、中国、雲南省、約5億1,800万年前[128]）：Antennacanthopodia gracilis[73]、Cardiodictyon catenulum[82]、Diania cactiformis[27]、Hallucigenia fortis[53]、Jianshanopodia decora[50]、Lenisambulatrix humboldti[3]、Luolishania longicruris[129]（=Miraluolishania haikouensis[72][26][39]）、Facivermis yunnanicus[130]、Megadictyon haikouensis[131]、Microdictyon sinicum[100][96]、Onychodictyon ferox[82]、Onychodictyon gracilis[51]、Paucipodia inermis[81]（=Paucipodia haikouensis[131][132][69]）
- Buen formation（シリウス・パセット動物群、グリーンランド、約5億1,800万年前[133]）：Hadranax augustus[49]、Kerygmachela kierkegaardi[48]、Pambdelurion whittingtoni[57]
- Shuijingtuo Formation（Qingjiang biota、中国、湖北省、約5億1,800万年前[134]）：新種A[134]、新種B[134]
- Xiaoshiba Lagerstätte（中国、雲南省）：Collinsium ciliosum[35]
- Yu'anshan Formation、オルステン型（中国、雲南省）：Tritonychus phanerosarkus[37]
- Mernmerna Formation, Ajax Limestone（オーストラリア）[135]：Hallucigenia sp. (Topper et al. 2007 の fig. 5 A–H、Mongolitubulus squamifer の一部[136])▲[2]、Microdictyon sp.▲[98][96]
- （グリーンランド）：Onychodictyon ferox ▲[137][83]
- Emyaksin Formation（ロシア、シベリア）：Microdictyon sp.▲[138][96]
- （イギリス、シュロップシャー）：Microdictyon sphaeroides▲[103]、Rhombocorniculum cancellatum▲[104][103][139][2]
- （中国、山西省、鎮巴県）：Rhombocorniculum cancellatum▲[140][139][2]
- （中国、新疆）：Rhombocorniculum cancellatum▲[141][139][2]
- （モンゴル）：Rhombocorniculum cancellatum▲[102][139][2]
- （ロシア、シベリア）：Rhombocorniculum cancellatum▲[102][139][2]
- （カザフスタン）：Rhombocorniculum cancellatum▲[142][139][2]
- （アメリカ）：Rhombocorniculum cancellatum▲[143][139][2]
- Sekwi formation（カナダ、ブリティッシュコロンビア州）：Microdictyon cf. rhomboidale▲[119][96]
- （アメリカ）：Microdictyon cf. rhomboidale▲[119][96]
- Campito Formation（アメリカ、ネバダ州）：Microdictyon sp.▲[119][96]
- （メキシコ）：Microdictyon sp.▲[144][145][96]
- （ロシア、シベリア）：Microdictyon cf. rhomboidale▲[119][96]
- （アメリカ、マサチューセッツ州）：Microdictyon sp.▲[119][146][96]
- Shabakty Formation（カザフスタン）：Hallucigenia sp. (Dzik 2003 の figs. 2-3[97])▲[2]、Microdictyon effusum▲[147][119][96]
- （ウズベキスタン）：Microdictyon rhomboidale▲[119][96]
- （ロシア、シベリア）：Microdictyon rhomboidale▲[119][96]
- Lena-Aldan Region（ロシア、シベリア）：Microdictyon effusum▲[148][96]
- （バルティカ大陸）：Microdictyon effusum▲[119][96]
- （モンゴル）：Microdictyon sp.▲[149][96]

カンブリア紀第三期 - 第四期境目
- Henson Gletscher Formation（グリーンランド）：Hallucigenia sp. (Peel & Blaker 1988 の fig. 2A–D、Skovsted & Peel 2001 の fig. 2、Mongolitubulus squamifer の一部[150][151])▲[2]
- （西南極）：Hallucigenia sp. (Wrona 1989 の Pl. 8.5、Wrona 2004 の fig. 23 A, B, D-H、Wrona 2009 の fig. 13、Mongolitubulus squamifer の一部[152][153][154])▲[2]
- （カザフスタン）：Hallucigenia sp. (Mongolitubulus squamifer の一部[155])▲[2]

カンブリア紀第四期（約5億1400万 - 5億900万年前）
- Mernmerna Formation（オーストラリア、フリンダーズ山脈）：Microdictyon depressum▲[156][96]、Microdictyon jinshaense▲[156][96]
- Xinji Formation（中国、山西省）：Microdictyon sp.▲[96]
- Bastion Formation（グリーンランド）：Microdictyon cf. depressum▲[157][96]
- Strenuella Limestone（イギリス、シュロップシャー）：Microdictyon cf. effusum▲[119][96]
- （アメリカ、ニューヨーク）：Microdictyon sp.▲[119]
- Lower Comley Limestones（イギリス、シュロップシャー）：Hallucigenia sp. (=Rushtonites spinosus[103])▲[2]、Microdictyon sphaeroides▲[103][96]
- Sinsk biota（ロシア、シベリア）：Siberion lenaicus[55]
- Wulongqing Formation（Guanshan biota、中国、雲南省）：Hallucigenia hongmeia[83]、Hallucigenia sparsa▲[83]、Collinsium sp.[35]
- Emu Bay Shale（オーストラリア、カンガルー島）："EBS Collins' Monster"[注釈 58] (SAM P14848)[84]
- Inikan Formation（シベリア）：Microdictyon cf. rhomboidale (=Microdictyon rozanovi[135])▲[96]、Onychodictyon ferox (=Onychomicrodictyon spiniferum[135])▲[83]
- Forteau Formation（カナダ、ニューファンドランド・ラブラドール州）：Hallucigenia sp.▲[2]
- （アメリカ、ネバダ州）：Microdictyon rhomboidale▲[158]、Microdictyon montezumaensis▲[158]、Microdictyon cuneum▲[158]
- Pioche Shale（アメリカ、ネバダ州）：Mobulavermis adustus[59]

カンブリア紀第四期 - ウリューアン境目
- Mount Cap Formation（Little Bear biota、カナダ、ノースウエスト準州）：Hallucigenia sparsa▲[159][2]

カンブリア紀ウリューアン期（約5億900万 - 5億450万年前）
- Kaili Biota（中国、貴州省）：Microdictyon sp.[160][161][162]、Hallucigenia sp. (Harvey et al. 2012 の fig. 7A–E, cf. Rushtonites / Mongolitubulus[163])▲[2]
- Çal Tepe Formation（トルコ）[164]：Microdictyon sp.▲[165][96]
- Kuonamka Formation（ロシア、シベリア）：Microdictyon robisoni▲[166][96]、Microdictyon sphaeroides▲[166][96]
- Spence Shale（アメリカ、ユタ州）：Acinocricus stichus[116]
- バージェス頁岩（バージェス動物群、カナダ、ブリティッシュコロンビア州、約5億1,000万 - 5億500万年前[167]）：Aysheaia pedunculata[115]、Collinsovermis monstruosus[40](="BS Collins' Monster"[注釈 58][168])、Hallucigenia sparsa[115]、Ovatiovermis cribratus[38]
- （バルティカ大陸）：Microdictyon sp.▲[119][96]
- Swasey Limestone（アメリカ、ユタ州）：Microdictyon robisoni▲[119][96]

カンブリア紀ドラミアン期（約5億450万 - 5億50万年前）
- オルステン型（スウェーデン）：Orstenotubulus evamuellerae[15][169][118]
- House Range（アメリカ、ユタ州）：Utahnax vannieri[58]

オルドビス紀トレマドキアン期（約4億8,540万 - 4億7,770万年前）
- Fezouata Formation（Fezouata biota、モロッコ）：YPM 227516（ルオリシャニア類）を含めた5種▲[9][170]

オルドビス紀ヒルナンシアン期（約4億4,520万 - 4億4,380万年前）
- Soom Shale（南アフリカ）：C1974[8]

シルル紀前期（ランドベリ世：テリチアン - シェイウッディアン、約4億3,380万 - 4億3,330万年前
- Brandon Bridge Formation（Waukesha Biota、アメリカ、ウィスコンシン州）：UWGM 2427（UWGM 2428は真節足動物の誤認とされる）[171][172]

シルル紀中期（ウェンロック世：シェイウッディアン - ホメリアン、約4億3,340万 - 4億2,740万年前）
- Eramosa Lagerstätte（カナダ、オンタリオ州）：ROMP 57893[10]
- Herefordshire Lagerstätte（イギリス、約4億3,000万年前[11]）：Thanahita distos[11]

石炭紀モスコビアン期（約3億1,520万 - 3億700万年前）
- Mazon Creek（アメリカ、イリノイ州、約3億900万 - 3億700万年前[173]）：Carbotubulus waloszeki[1]、Helenodora inopinata[174]、Palaeocampa anthrax[79]

## 分類と進化
葉足動物は汎節足動物であり、その初期系統発生を推定するのに重要視される化石動物群である。現生の汎節足動物の3つの動物門、いわゆる節足動物、緩歩動物（クマムシ）と有爪動物（カギムシ）は、いずれも葉足動物から派生し、それぞれの絶滅した初期系統（ステムグループ）に異なる種類の葉足動物を含んでいたと考えられる。

### 変動の経緯
20世紀前期から後期にかけて、葉足動物全体は多くの文献に有爪動物もしくはその近縁とされてきたが、この説は90年代を始めとして徐々に否定的にされた。21世紀以降では、汎節足動物の中で、葉足動物は有爪動物だけでなく、緩歩動物と節足動物の起源にも深い関わりをもつものとして広く認められるようになった。このような劇的な書き替えは、新たな古生物学的情報だけでなく、系統学と分岐学の発展（系統解析の普及化）・現生汎節足動物からの新たな発生学と分子系統学的証拠・汎節足動物の先頭の体節構成に対する解釈や、他の現生動物門との系統仮説の更新からにも大きな影響を受けた。
1920-1930年代では、最初期に記載されたアイシェアイアとゼヌシオンをはじめとして、葉足動物は環形の筋・葉足などという形態上の共通点を基に、有爪動物もしくはその近縁と考えられた。少数派でありながら、それ以降の1950-1980年代では、独自の動物門を表している・緩歩動物にも類縁・汎節足動物と環形動物の起源に当てはまる、などの説も提唱された。1990年代では、ミクロディクティオンとハルキゲニアは葉足動物だと判明し、澄江動物群からオニコディクティオンなどの新たな種類も多く見つかり、葉足動物の多様性は大幅に拡張された。これらの「足付き蠕虫」様の葉足動物はいわゆるXenusia類で、当時ではいくつかの文献記載に有爪動物の絶滅した水棲系統群と解釈された。これによると、葉足動物は有爪動物のみに類縁で、同時にXenusia類はいくつかの性質（甲皮など）を派生的とされ、現生の有爪動物とは姉妹群をなす単系統群であるとすら考えられた。

しかし前述のような系統仮説は、1990-2000年代では gilled lobopodians とシベリオン類の記載によって徐々に否定的にされた。これらの葉足動物は節足動物の性質まで掛け合わせた中間型生物（ミッシングリンク）であり、葉足動物は節足動物の起源にも深く関わることや、かつて有爪動物的や派生的とされた性質（環形の筋・葉足など）は有爪動物に特有でなく、単なる汎節足動物の祖先形質に過ぎないことを示していた。このことは2000年代後期以降の多くの系統解析にも反映され、葉足動物は、汎節足動物の最も近い共通祖先から、有爪動物・緩歩動物・節足動物のそれぞれの絶滅した初期系統（ステムグループ）の一部まで含んだ側系統群として広く認められるようになった。
更に、20世紀のほとんどの見解は、汎節足動物と環形動物は類縁（体節動物を構成する）という、当時では主流であった系統仮説を前提に提唱されていた。しかし環形動物と汎節足動物は、後に分子系統解析により別系統だと判明し、環形動物は軟体動物などと共に冠輪動物に含まれる一方、汎節足動物はむしろ鰓曳動物などの環神経動物に類縁である（共に脱皮動物にまとめられる）ことが明らかにされた。それ以降、葉足動物とこれらの動物との関係性も脱皮動物説の基準で見直されるようになり、かつては難解であったいくつかの特徴も説明が付くようになった。例えば葉足動物と環形動物のいくつかの構造上の違いは別起源によるものであり、逆に環神経動物・葉足動物・有爪動物・一部の基盤的な節足動物に共通する形質（放射状の口器・環形の筋など）は相同で、脱皮動物の祖先形質として推定できるようになった。

### 節足動物との関係性

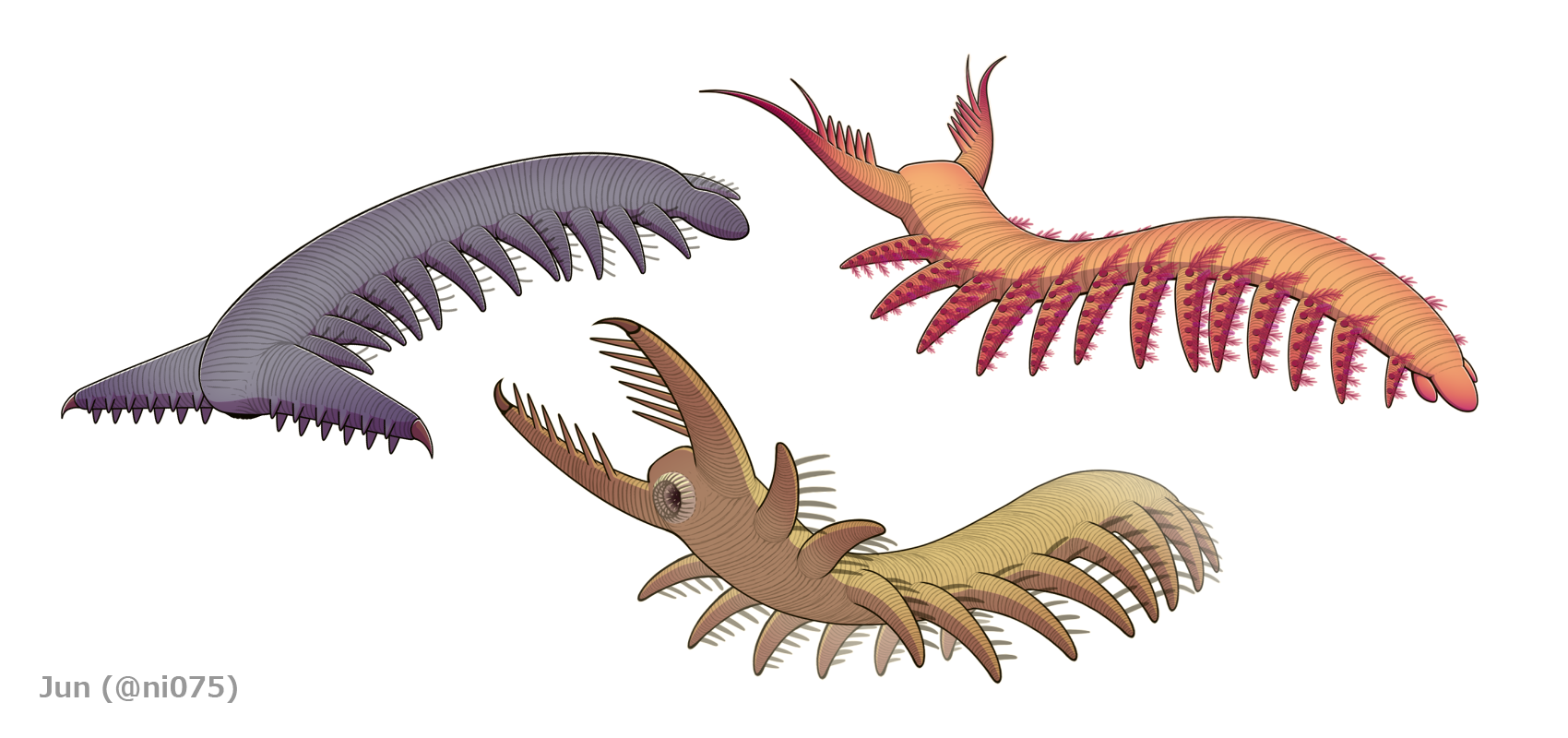
シベリオン類のシベリオン（左上）、ジェンシャノポディア（右上）とメガディクティオン（中下）
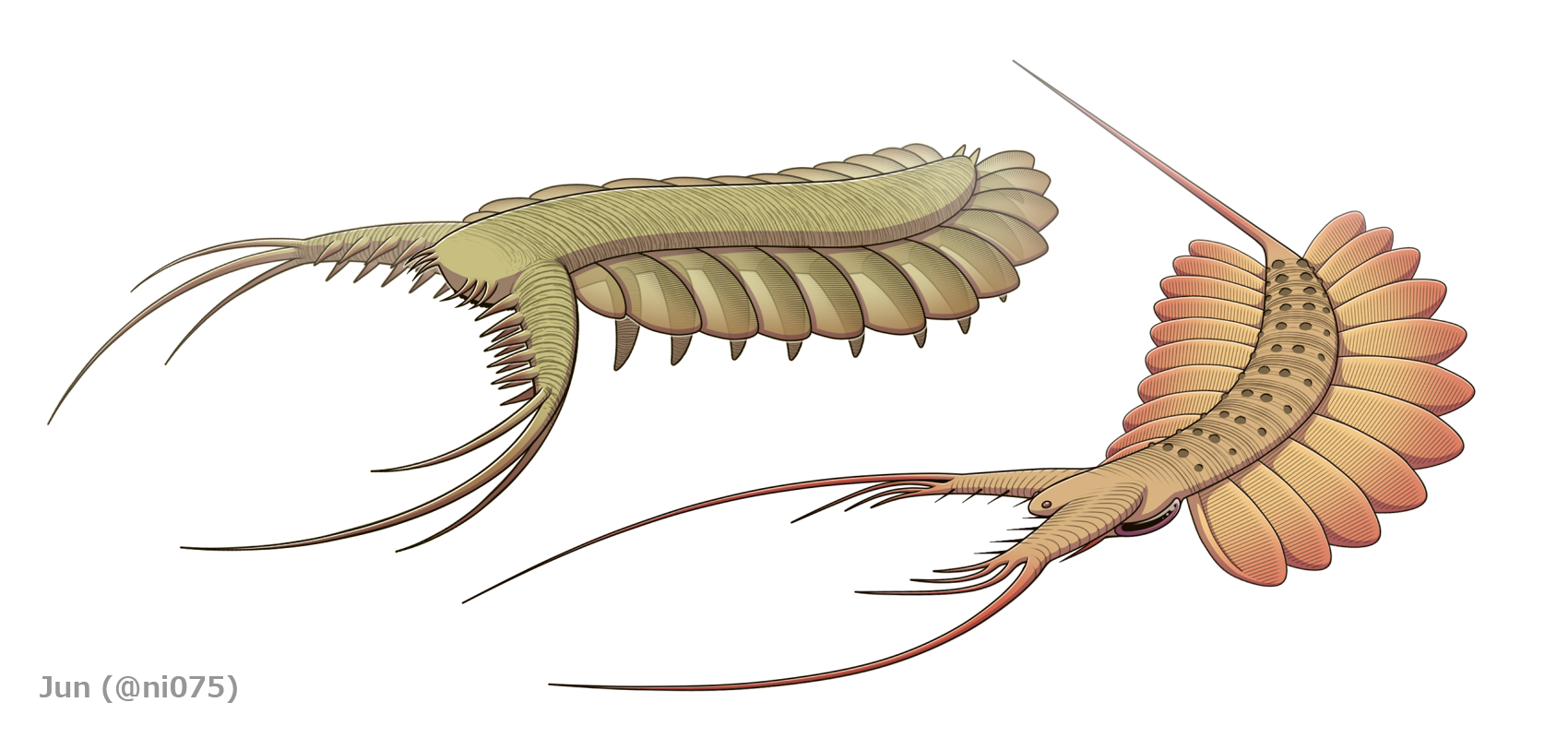
Gilled lobopodians のパンブデルリオン（左上）とケリグマケラ（右下）

葉足動物の中で、シベリオン類と gilled lobopodians は昔今を通じて節足動物の初期系統の一部として広く認められる。これらの葉足動物は外骨格をもたず、一見してれっきとした節足動物（真節足動物）に似ていないが、いずれも初期の節足動物において特徴的な消化腺と強大な前部付属肢をもつ。特に gilled lobopodians の場合、対になる鰭は基盤的な節足動物オパビニア類とラディオドンタ類に似て、鰭と葉足の組み合わせは節足動物の（鰭型の外肢/外葉と歩脚型の内肢を掛け合わせた）二叉型付属肢に対応し、節足動物的な複眼と思われる大きな眼も出揃っている。
シベリオン類と gilled lobopodians は葉足動物と節足動物と特徴を掛け合わせた中間型生物（ミッシングリンク）であり、節足動物の初期系統の中で、消化腺と強大な前部付属肢が葉足動物から最初に進化し（シベリオン類）、次に鰭・複眼・二叉型付属肢の雛形が出揃い（gilled lobopodians）、やがてオパビニア類、ラディオドンタ類と真節足動物の起源に至るという、葉足動物から節足動物への進化過程を表していると考えられる。この関係性は数多くの系統解析に反映され、節足動物の初期系統の中で、シベリオン類、gilled lobopodians と他の節足動物（オパビニア類+ラディオドンタ類+真節足動物）の系統群は常に順番ずつ分岐したとされる。これに踏まえて、節足動物の特徴的な関節肢は葉足動物の葉足から進化したことも予想される。これは他の化石節足動物や現生汎節足動物を対象にした研究からも支持を得られており、例えば現生節足動物の関節肢と有爪動物の（汎節足動物の祖先形質である）葉足は、遺伝子発現により相同性を示される。一部の早期の化石節足動物（フーシェンフイア類、スルシカリスなど）の関節肢は密集した肢節が見られ、これは葉足の環形の筋と一般的な関節肢の数少ない肢節の中間形態を表した可能性がある。
シベリオン類と gilled lobopodians 以外の葉足動物では、ハドラナックス、ゼヌシオン、アイシェアイアとオニコディクティオン（Onychodictyon ferox のみ）も、系統解析によってシベリオン類と gilled lobopodians の中間、もしくはそれより基盤的な節足動物の初期系統に含まれる場合がある。2000年代後期から2010年代初期にかけて、ルオリシャニア類まで含まれるという解析結果もあった。ディアニアは記載当初では関節肢をもつと解釈され、それに踏まえて節足動物の初期系統の一部とされていたが、これは後に多くの反発と再検証により誤解釈として否定された（詳細はディアニア#復元史と系統関係を参照）。

### 緩歩動物との関係性
緩歩動物も有爪動物や節足動物と同様に葉足動物から派生したと考えられるが、中間型生物と言えるほど緩歩動物に似た葉足動物は未だに発見されていないため、どんな葉足動物から派生したのかははっきりしない。系統解析では、オニコディクティオン（Onychodictyon ferox のみ）とアイシェアイアのそのいずれかを緩歩動物の初期系統に含まれる場合がある。これらの葉足動物は、胴部の後端に尾部はなく、最終の葉足は付け根が隣接して爪が前に湾曲する所が緩歩動物に似ている。しかしこれらの種類は、系統解析によっては別系統（特にアイシェアイアは基盤的な汎節足動物）とされる場合もある。これによると、前述の性質は緩歩動物との類縁関係を反映できず、単に汎節足動物の祖先形質かもしれない（葉足動物#基盤的な汎節足動物を参照）。
少数派だが、緩歩動物自体を、知られるどの葉足動物よりも早期に分岐した汎節足動物とする解析結果もある。更に列挙すると、緩歩動物は節足動物の初期系統に含まれる葉足動物から派生したという異説もあるが、これは系統解析に支持される意見ではない。

### 有爪動物との関係性

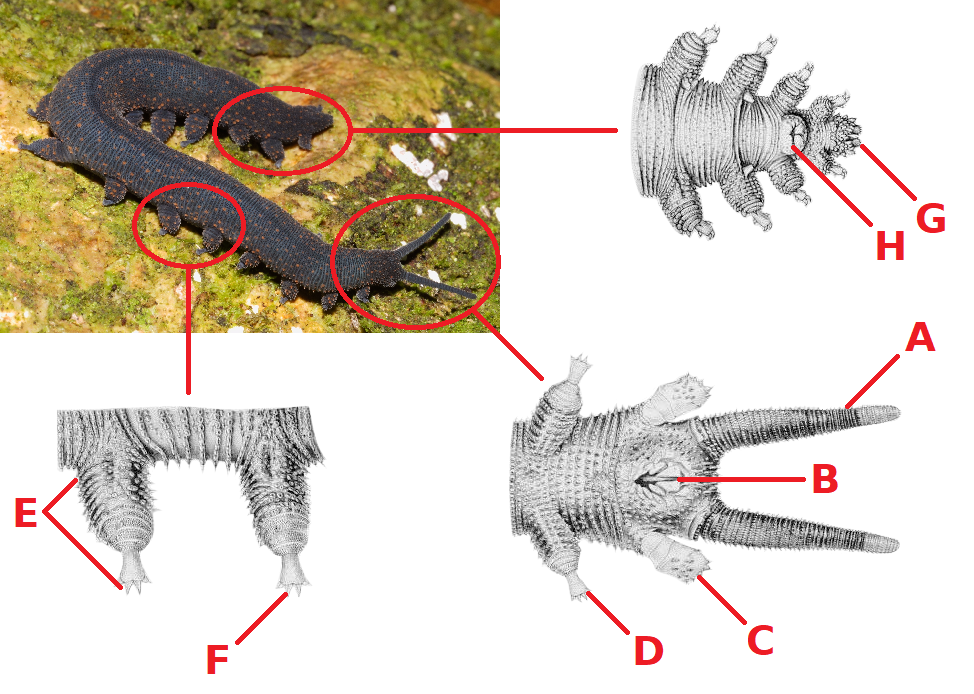
有爪動物の細部構造（左上：全身、右上：葉足、左下：尾部、右下：頭部）

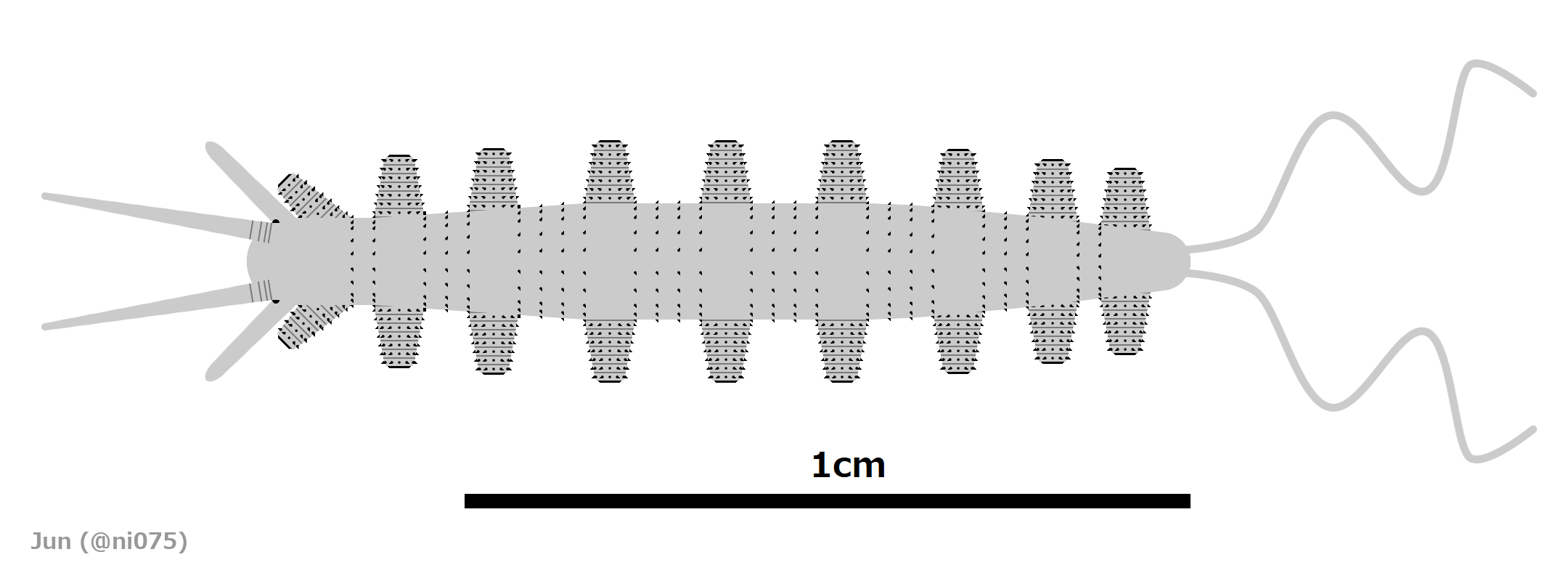
アンテナカンソポディアは基盤的な有爪動物として広く認められる数少ない葉足動物の1つである

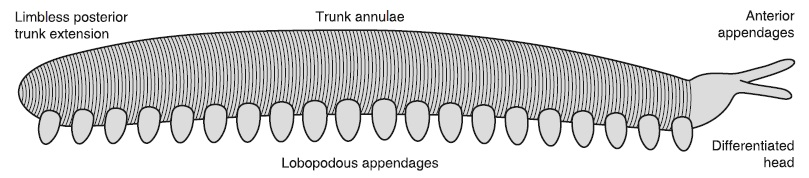
ヘレノドラ

前述の通り、葉足動物はかつて全般的に有爪動物もしくはそれのみに近縁と思われていたが、この見解は節足動物に類縁の葉足動物である gilled lobopodians とシベリオン類の発見によって否定され、葉足動物と有爪動物の大まかな類似性は有爪動物の系統に特有でなく、単なる汎節足動物の祖先形質だと判明した（詳細は葉足動物#変動の経緯を参照）。それ以降、葉足動物と有爪動物の関係性は、次の通りに新たな基準で見直されるようになった。
有爪動物の初期系統に含める葉足動物として、アンテナカンソポディアとヘレノドラが最も広く認められる。これらの種類の丈夫な触角、極端に短縮した葉足と丸みを帯びた尾部は有爪動物的で、特にアンテナカンソポディアは2対の頭部付属肢をもつことにより、頭部は有爪動物のように先頭2つの体節（先節と第1体節）を含んだことも示唆される。その次にオーステノトゥブルスとトライトニクスも有力候補として挙げられており、これらの種類は体の局部のみ知られるが、細部の表皮構造（乳頭突起に棘をもつ・環形の筋が枝分かれる）は、知られる葉足動物の中でも特に有爪動物に似ている。
上述の種類より基盤的な有爪動物の初期系統については、知られる葉足動物の有無と構成が議論的である。いくつかの系統解析では、オニコディクティオン（Onychodictyon gracilis のみ）、ゼヌシオン、ディアニア、パウキポディア、ミクロディクティオン、ルオリシャニア類とハルキゲニア類がそれに当てはまるとされるが、これらを有爪動物に遠縁の別系統とする解析結果もある。これらの葉足動物は前述の種類ほど有爪動物的性質はなく、ほとんどが丸みを帯びた尾部のみ有爪動物に似ている。ハルキゲニアの Hallucigenia sparsa はこのような尾部を欠けているが、爪と棘に有爪動物に似た多重構造をもつことが分かり、これは有爪動物との類縁関係を示唆する証拠ともされてきた。しかしこれらの性質は有爪動物に特有でなく、単なる汎節足動物の祖先形質かもしれない（葉足動物#基盤的な汎節足動物を参照）。

### 基盤的な汎節足動物

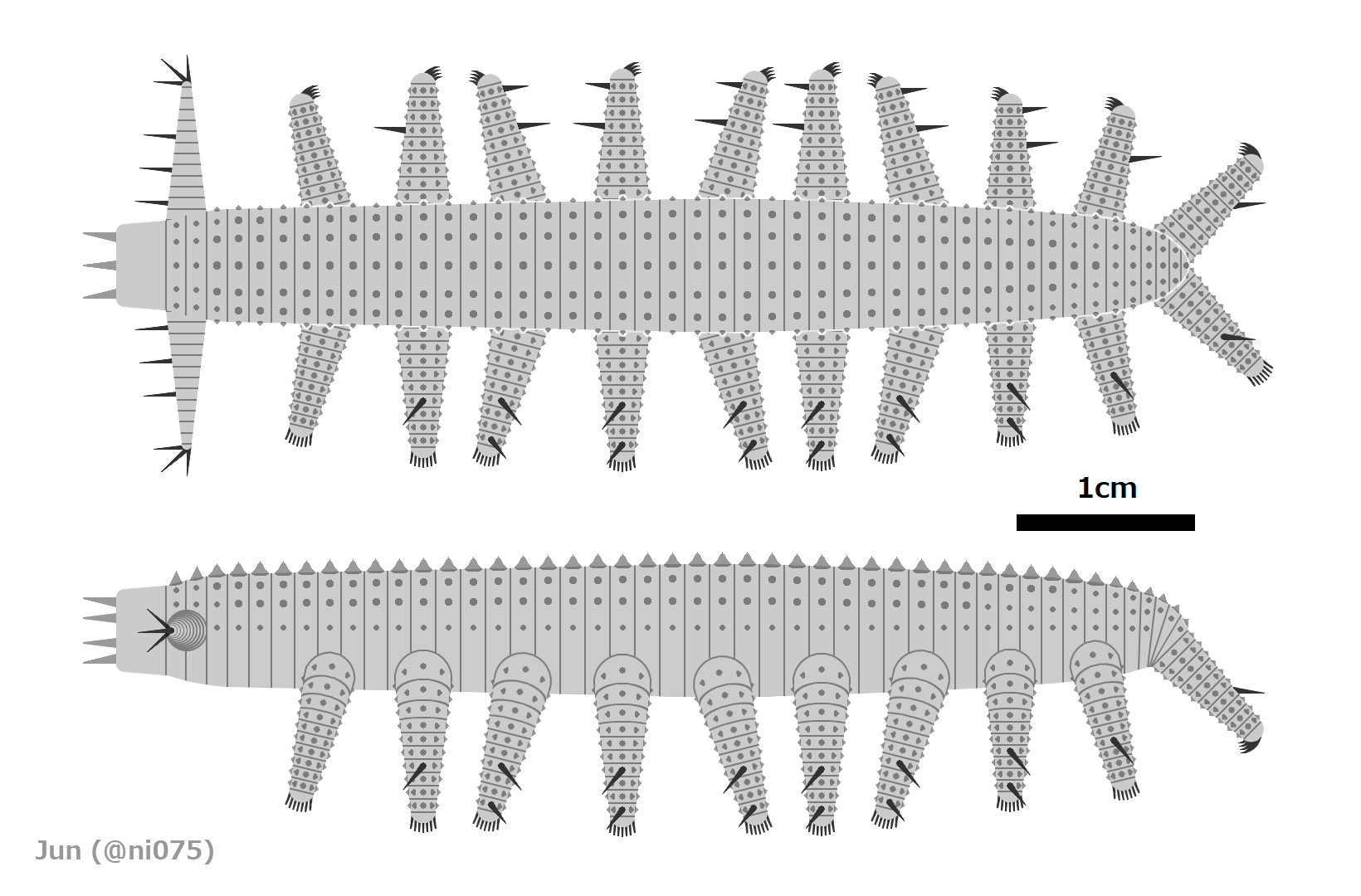
アイシェアイアは基盤的な汎節足動物と解釈される場合がある

節足動物・緩歩動物・有爪動物は全てが葉足動物から派生したとされるため、これらの現生汎節足動物の最も近い共通祖先や、それより早期に分岐した基盤的な汎節足動物も葉足動物だと考えられる。しかし知られる葉足動物の中で、基盤的な汎節足動物に当てはまる種類は系統解析によって意見が分かれている。候補はいくつかあり、その中でアイシェアイアが比較的に多くの解析結果から支持を得られている。この解釈の場合、基盤的な汎節足動物はアイシェアイアのように、発達した甲皮/棘や尾部はないが、既に特化した1対の頭部付属肢をもつと考えられる。なお、一部の解析結果ではアイシェアイアの代わりに、パウキポディア、ディアニア、ミクロディクティオン、オニコディクティオン、ハルキゲニア類、ルオリシャニア類などが基盤的な汎節足動物だと示される。この解釈の場合、前述の特化した頭部付属肢はやや派生的な特徴で、多くの葉足動物に見られる発達した甲皮/棘と丸みを帯びた尾部は、どの現生汎節足動物の系統にも特有でなく、基盤的な汎節足動物で既に出揃った祖先形質だと考えられる。
それ以外では、ファシヴェルミスは胴部の大半が環神経動物のように脚の無い蠕虫状であるため、知られている葉足動物の中で最も原始的な形態で、葉足動物と環神経動物の中間型生物とも推測された。しかしこの説は否定的で、系統解析した所で本属は常にルオリシャニア類の葉足動物の内部系統に含まれ、脚の欠如は祖先形質ではなく、二次的退化の結果であることが示される。

## 該当する種類
2023年現在、正式に命名された葉足動物の属と種は次の通り。甲皮/棘のみによって知られるものは「▲」、複数種を含んだ属の模式種は「*」、ジュニアシノニム（無効の異名）は「=」で示される。
- アシノクリクス Acinocricus [116]
  - Acinocricus stichus [116][188]
- アンテナカンソポディア Antennacanthopodia [73]
  - Antennacanthopodia gracilis [73]
- アイシェアイア Aysheaia [115]
  - Aysheaia pedunculata [115][74]
- カーボトゥブルス Carbotubulus [1]
  - Carbotubulus waloszeki [1]
- カーディオディクティオン Cardiodictyon [82]
  - Cardiodictyon catenulum [82]
- コリンシウム Collinsium [35]
  - Collinsium ciliosum [35]
- コリンソヴェルミス Collinsovermis [40]
  - Collinsovermis monstruosus [40](="BS Collins' Monster"[注釈 58][168])
- ディアニア Diania [27]
  - Diania cactiformis [27][30]
- ファシヴェルミス Facivermis [130]
  - Facivermis yunnanicus [130][187][39](=Facivermis longiusula [189][39])
- フスノチャリウム Fusuconcharium ▲[101][68]
  - Fusuconcharium typicum ▲[101](=Fusuconcharium minimum [101][68])
- ハドラナックス Hadranax [49]
  - Hadranax augustus [49]
- ハルキゲニア Hallucigenia [105](=ラッシュトニテス Rushtonites[103][2])
  - Hallucigenia fortis [53]
  - Hallucigenia hongmeia [83]
  - Hallucigenia sparsa *[105][67][182][34] (旧称 Canadia sparsa [115][105])
- ヘレノドラ Helenodora [174]
  - Helenodora inopinata [174][12]
- ジェンシャノポディア Jianshanopodia [50]
  - Jianshanopodia decora [50]
- ケリグマケラ Kerygmachela [48]
  - Kerygmachela kierkegaardi [48][14][77]
- モブラヴェルミス Mobulavermis [59]
  - Mobulavermis adustus [59]
- レニサンブラトリックス Lenisambulatrix [3]
  - Lenisambulatrix humboldti [3]
- ルオリシャニア Luolishania [129](=ミラルオリシャニア Miraluolishania [72][26][39])
  - Luolishania longicruris [129][53][26](=Miraluolishania haikouensis [72][26][39])
- メガディクティオン Megadictyon [131]
  - Megadictyon haikouensis [131][25]
- ミクロディクティオン Microdictyon [147][119][100](=エオコンカリウム Eoconcharium[101][68])
  - Microdictyon chinense ▲[68](旧称 Eoconcharium chinense[101][68], =Eoconcharium ovalum[101][68], =Microdictyon anus[127][80])
  - Microdictyon cuneum ▲[158]
  - Microdictyon depressum ▲[124][99]
  - Microdictyon effusum *▲[147][119][80][99]
  - Microdictyon fuchengense ▲[190][99]
  - Microdictyon jinshaense ▲[99]
  - Microdictyon montezumaensis ▲[158]
  - Microdictyon rhomboidale ▲[119][80][99]
  - Microdictyon robisoni ▲[119][80][99]
  - Microdictyon sinicum [100][80]
  - Microdictyon sphaeroides ▲[103][80][99]
- オニコディクティオン Onychodictyon [82](=オニコミクロディクティオン Onychomicrodictyon[135][83])
  - Onychodictyon ferox [82][51][71](=Onychomicrodictyon spiniferum[135][83])
  - Onychodictyon gracilis [51]
- オーステノトゥブルス Orstenotubulus [118]
  - Orstenotubulus evamuellerae [169][118]
- オウァティオウェルミス Ovatiovermis [38]
  - Ovatiovermis cribratus [38]
- パレオカンパ Palaeocampa [191][79]
  - Palaeocampa anthrax [191][79]
- パンブデルリオン Pambdelurion [57]
  - Pambdelurion whittingtoni [57][70][60]
- パウキポディア Paucipodia [81]
  - Paucipodia inermis [81][69](=Paucipodia haikouensis[131][132][69])
- クアドラタポラ Quadratapora ▲[101][192]
  - Quadratapora zhenbaensis *▲[101][80]
  - Quadratapora tenuiporatum ▲[80] (旧称 Microdictyon tenuiporatum [101][80])
- ロンボコーニクルム Rhombocorniculum ▲[104][2]
  - Rhombocorniculum cancellatum ▲(旧称 Helenia cancellata [193][103])
- シベリオン Siberion [55]
  - Siberion lenaicus [55]
- タナヒタ Thanahita [11]
  - Thanahita distos [11]
- トライトニクス Tritonychus [37]
  - Tritonychus phanerosarkus [37]
- ユタナックス Utahnax [58]
  - Utahnax vannieri [58]
- ゼヌシオン Xenusion [123]
  - Xenusion auerswaldae [123][52]

## 発見と復元

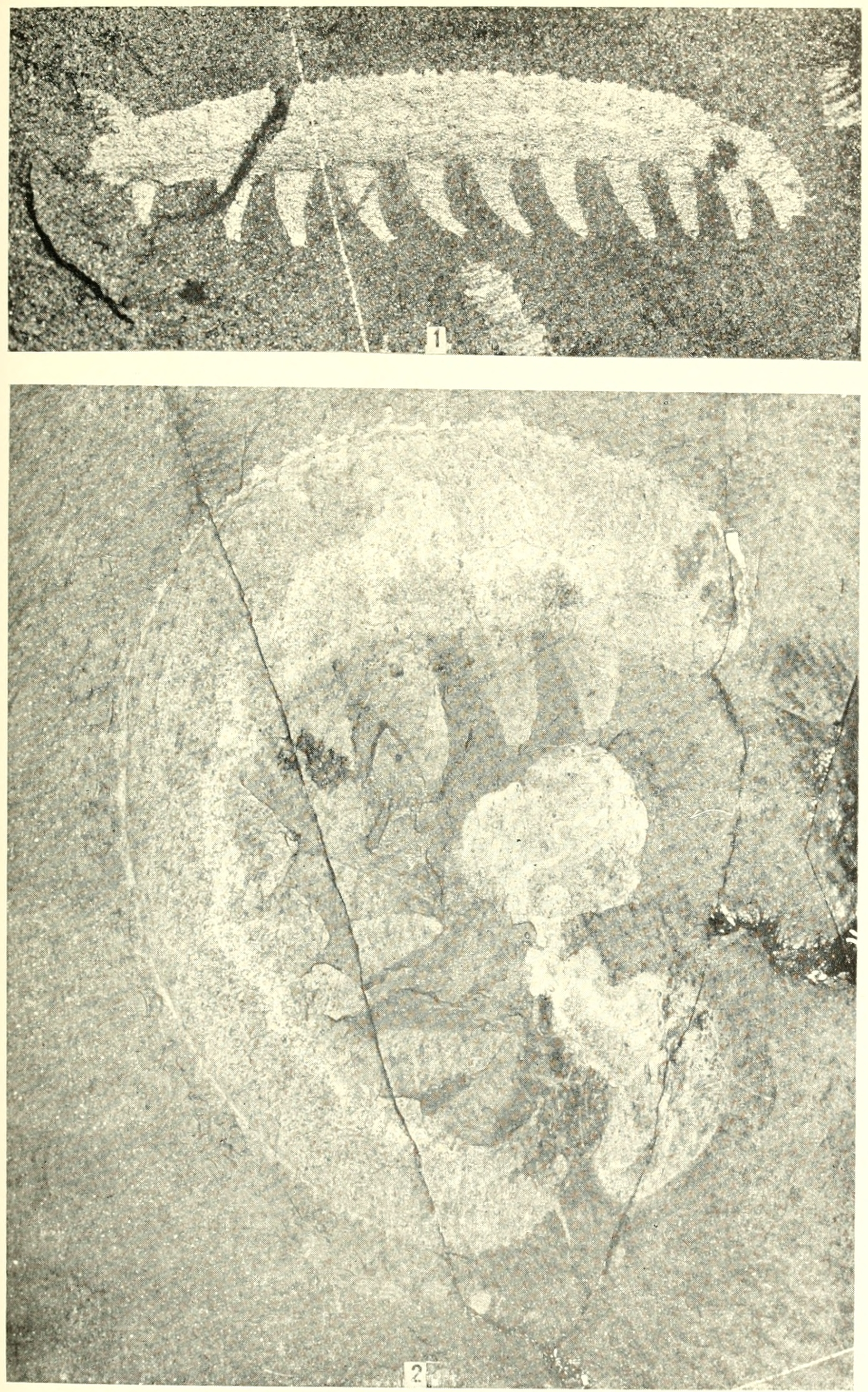
原記載（Walcott 1911）に載せされたアイシェアイアの化石標本。当時の本属は多毛類の環形動物と解釈された。

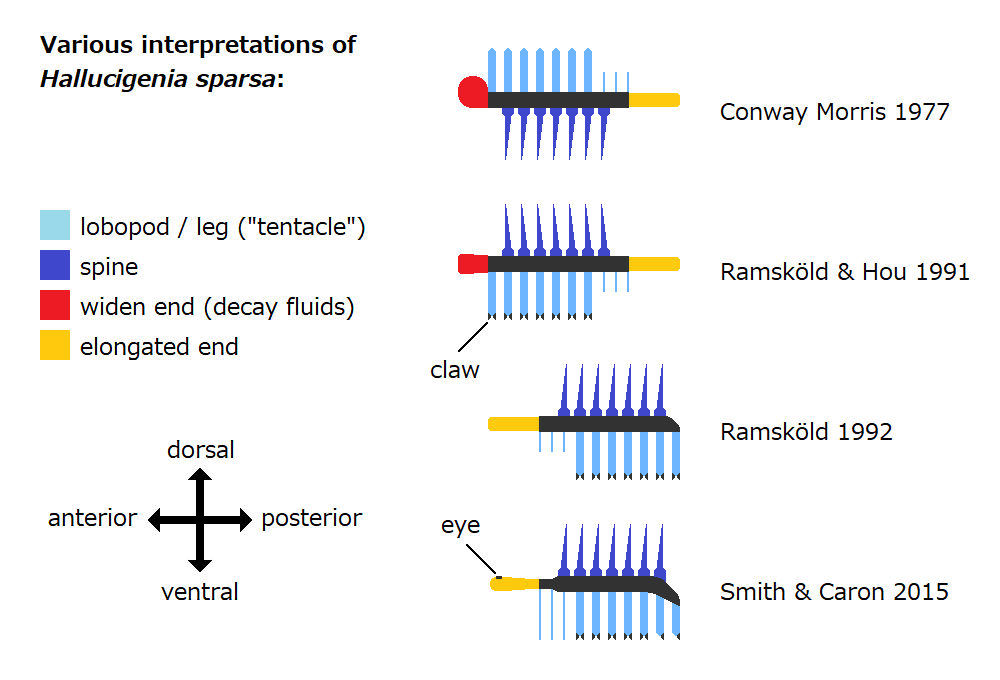
ハルキゲニアの復元史

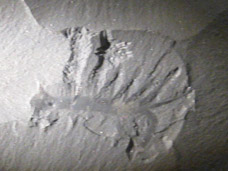
ハルキゲニアの全身化石（頭部は右側に向く）
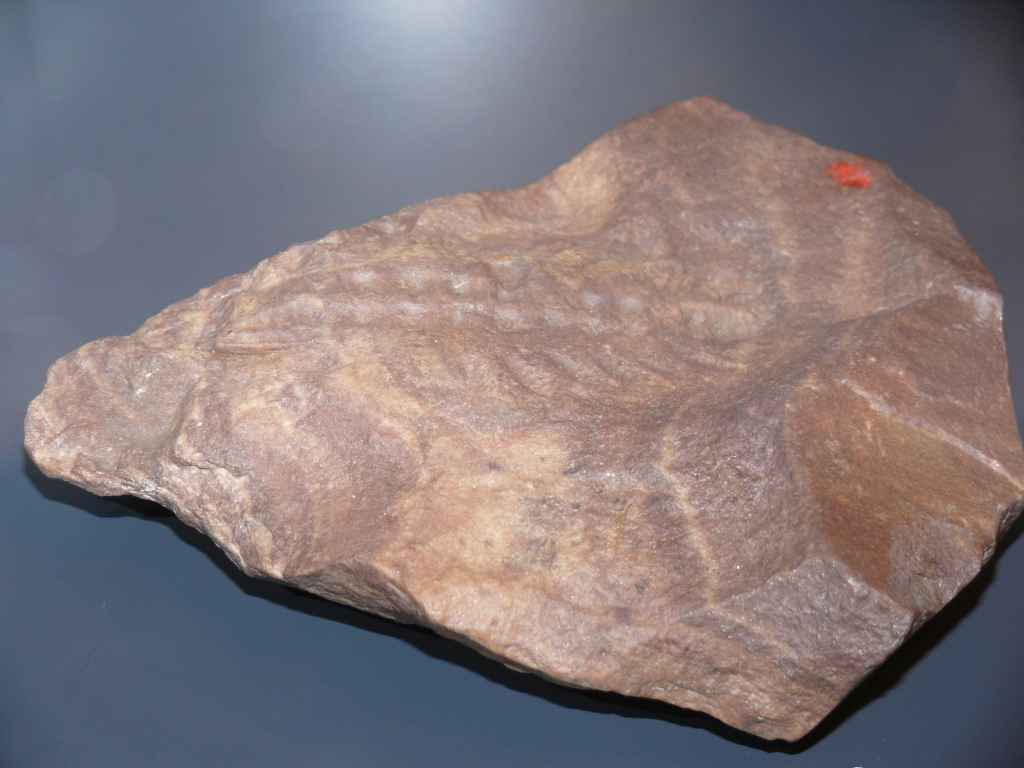
頭部側（左）が欠損したゼヌシオンの胴部化石

軟質構造のある化石標本に基づいた葉足動物の最古の文献記載は、20世紀初期まで遡れる（Walcott 1911, Pompeckj 1927）。しかし葉足動物の発見史の中で、最初では全く別の生物と見間違われた種類は少なくない。例えばアイシェアイア、ハルキゲニアとファシヴェルミスは、いずれも最初では多毛類の環形動物と考えられた。特にハルキゲニアは上下を逆さまに復元され、異様な未詳生物（プロブレマティカ）と誤解釈される時期すらあった。ファシヴェルミスの無脚で蠕虫状の胴部は葉足動物として前代未聞であるため、2010年代後期以降の再検討まででは、葉足動物的本質が長らく疑問視されていた。他に似たような例として、アシノクリクスは記載当初では緑藻、パレオカンパは一時期ではウミケムシ類と見間違われ、頭部が見つかる以前のゼヌシオンは胴部を逆立ちにされ、エディアカラ生物群に類する固着生物と解釈される経緯があった。
最初では単離した甲皮や棘のみ知られ、それが何らかの別生物由来と誤解釈された葉足動物もある。1990年代以前のエオコンカリウム類と2010年代以前の一部のハルキゲニア類は、単離した甲皮と棘が世界中の微小硬骨格化石群（small shelly fossils、SSF）で見つかり、前者の網目状の甲皮は最初では放散虫の殻、後者の棘は長い間に節足動物もしくは由来不明とされてきた。これらの化石は、後に同群の全身化石の甲皮/棘との類似性を解明され、葉足動物由来だと判明した。
記載当初から既に葉足動物だと分かり、もしくは後に葉足動物だと判明した種類の中でも、それ以降の復元に劇的な更新や異説を提唱された例が多い。例えばハルキゲニアとカーディオディクティオンは、一時期では頭部が二枚貝様の甲皮に覆われると解釈されたが、再検証によるとそんな構造はなかった。ディアニアの葉足は原記載に節足動物的な関節構造をもつとされ、ミクロディクティオンの甲皮は一部の文献に複眼と解釈されたが、いずれの異説も後に多くの反発と再検証を受けて、否定的にされた。また、ハルキゲニアをはじめとして、一部の種類は頭部と尾部が判断しにくい時期があり、それに踏まえて前後逆さまに誤解釈されることもあった。

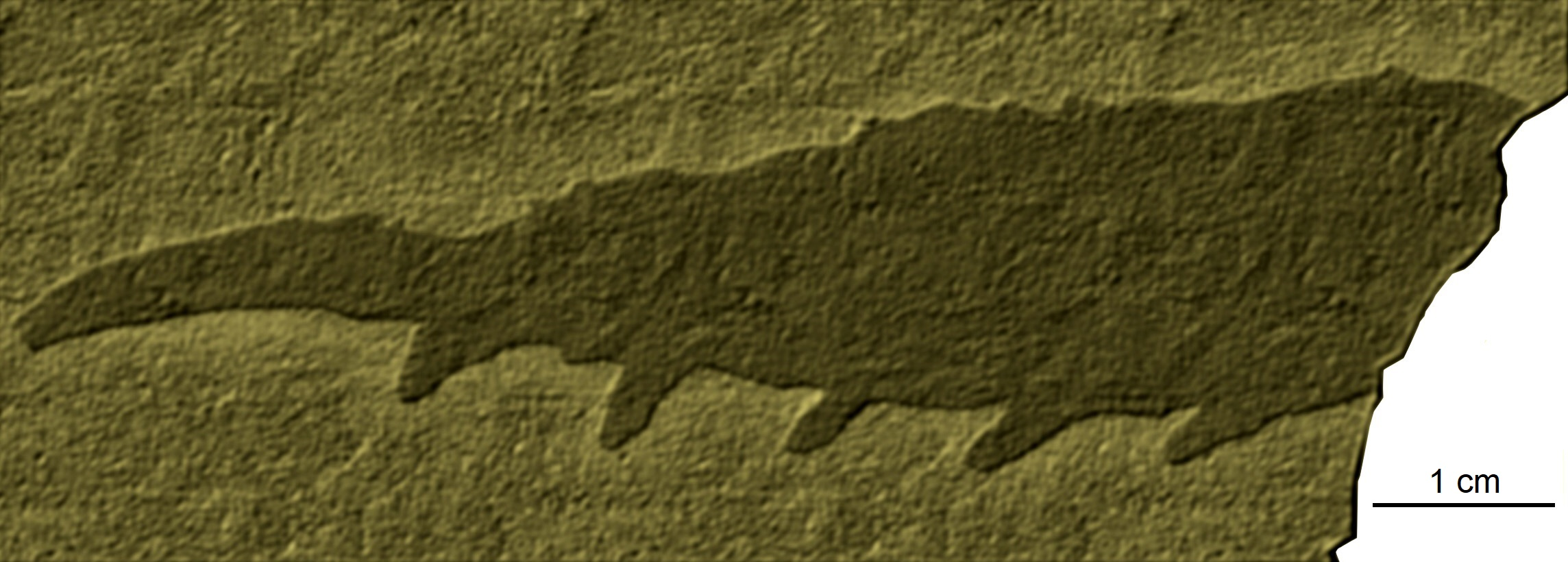
かつて葉足動物と誤解釈され、Mureropodia apae と命名されたカリョシントリプス（ラディオドンタ類）の前部付属肢。

上述の例とは逆に、別の古生物由来の化石を誤って葉足動物と解釈されたケースも稀にある。例えば最初では葉足動物の全身化石と解釈され、それぞれムレロポディア（Mureropodia apae）とアイシェアイアの種（Aysheaia prolata）として命名された化石標本は、いずれも再検証によりラディオドンタ類（前者はカリョシントリプス、後者はスタンレイカリス）由来の単離した前部付属肢だと判明した。また、正体と体の向きを修正される以前の葉足動物ハルキゲニアに対しては、これらのラディオドンタ類の前部付属肢のように、別の大型動物から脱落した付属肢ではないかという異説もかつてあった。